# Lubliniec
Lubliniec (pierwotnie: Lubin i Lublin Śląski, niem. Lublinitz [do 1922, 1939–1941], Loben [1941–1945], śl. Lublyńec, łac. Lobin) – miasto w Polsce w województwie śląskim, siedziba władz powiatu lublinieckiego. Główny ośrodek gospodarczy, turystyczny, kulturalny, edukacyjny, rolniczy i przemysłowy ziemi lublinieckiej oraz drugi co do wielkości (po Częstochowie) w północnej części województwa śląskiego. Jedno z najstarszych miast Śląska, największe miasto Równiny Opolskiej oraz stolica Śląska Białego.

## Położenie

Lubliniec na tle powiatu lublinieckiego

Miasto położone jest nad rzekami Lublinicą oraz Małą Panwią. Historycznie leży na Górnym Śląsku
Według danych z 1 stycznia 2010 r. powierzchnia miasta wynosiła 89,36 km². Miasto stanowi 10,9% powierzchni powiatu lublinieckiego.
Według danych z 2002 r. Lubliniec miał obszar ok. 89,8 km², w tym: użytki rolne 20%, użytki leśne 70%.
Pod względem wielkości powierzchni objętej granicami miasta, Lubliniec jest na 9. miejscu wśród miast województwa śląskiego i na 31. miejscu wśród miast polskich (znaczną część tego obszaru zajmują lasy, w tym parki Miejski i Grunwaldzki).
Sąsiednie gminy: Kochanowice, Koszęcin, Krupski Młyn, Pawonków, Tworóg.
Od czasów powojennych miasto przynależało do województwa katowickiego. Po reformie administracyjnej z 1975 r. Lubliniec znalazł się w granicach administracyjnych województwa częstochowskiego. W styczniu 1999 r. po kolejnym podziale administracyjnym przeprowadzonym przez rząd Jerzego Buzka, Lubliniec powrócił do województwa śląskiego.

## Środowisko naturalne
Średnia temp. roczna w Lublińcu waha się od 8,0 °C do 8,3 °C. Występuje znaczna amplituda opadów od 410 do 839 mm rocznie. Okres wegetacyjny wynosi ok. 220 dni.
Miasto znajduje się wysokości 260 m n.p.m.
Przez miasto przepływają takie cieki jak: Lublinica, Mała Panew, Leśnica, Rokitnica, Potok Steblowski, Potok Droniowicki oraz Wilczarnia.
Dookoła Lublińca rozciągają się Lasy Lublinieckie należące do największych kompleksów leśnych w Polsce. Sięgają one aż po Opole, Bytom, Zawiercie i za Częstochowę. W pobliżu Lublińca znajduje się Park Krajobrazowy Lasy nad Górną Liswartą.

### Pomniki przyrody
Wykaz zarejestrowanych pomników przyrody na terenie Lublińca:
- Klon pospolity (Rynek Główny)
- Żywotnik zachodni – grupa, 15 sztuk (Cmentarz Żydowski)
- Cis pospolity (teren Zakładu Psychiatrycznego)
- Buk pospolity (ul. Sobieskiego)
- Dąb szypułkowy (pl. Sienkiewicza)
- Lipa drobnolistna (ul. Sokoła)
- Dąb szypułkowy (Nadleśnictwo Lubliniec oddział 338 d)
- Dąb szypułkowy (teren Zakładu Psychiatrycznego)
- Granit biotytowy (ul. K. Miarki)

## Podział miasta

### Części miasta
- Biała Kolonia
- Droniowiczki
- Jania Góra
- Kokotek
- Kopce
- Leśnica
- Łopian
- Manhattan
- Piłka
- Posmyk
- Pusta Kuźnica
- Stara Kolonia
- Steblów
- Śródmieście
- Wymyślacz
- Zagłówek
- ZWDK

## Demografia
Rozwój liczby ludności miasta Lubliniec:
| Rok        | Liczba ludności |
| ---------- | --------------- |
| XV wiek    | 200             |
| 1756       | 676             |
| 1861       | 2369            |
| 1914       | 5000            |
| 1931       | 8500            |
| 1941       | 10 268          |
| 1961       | 19 800          |
| 2004       | 24 700          |
| 2018.12.31 | 23 514          |

Dane z 30 czerwca 2004 r.:
| Opis                              | Ogółem | Ogółem | Kobiety | Kobiety | Mężczyźni | Mężczyźni |
| --------------------------------- | ------ | ------ | ------- | ------- | --------- | --------- |
| Jednostka                         | osób   | %      | osób    | %       | osób      | %         |
| Populacja                         | 24359  | 100    | 12487   | 51,3    | 11872     | 48,7      |
| Gęstość zaludnienia [mieszk./km²] | 271,3  | 271,3  | 139,1   | 139,1   | 132,2     | 132,2     |

Piramida wieku mieszkańców Lublińca w 2014 r.:

## Toponimia

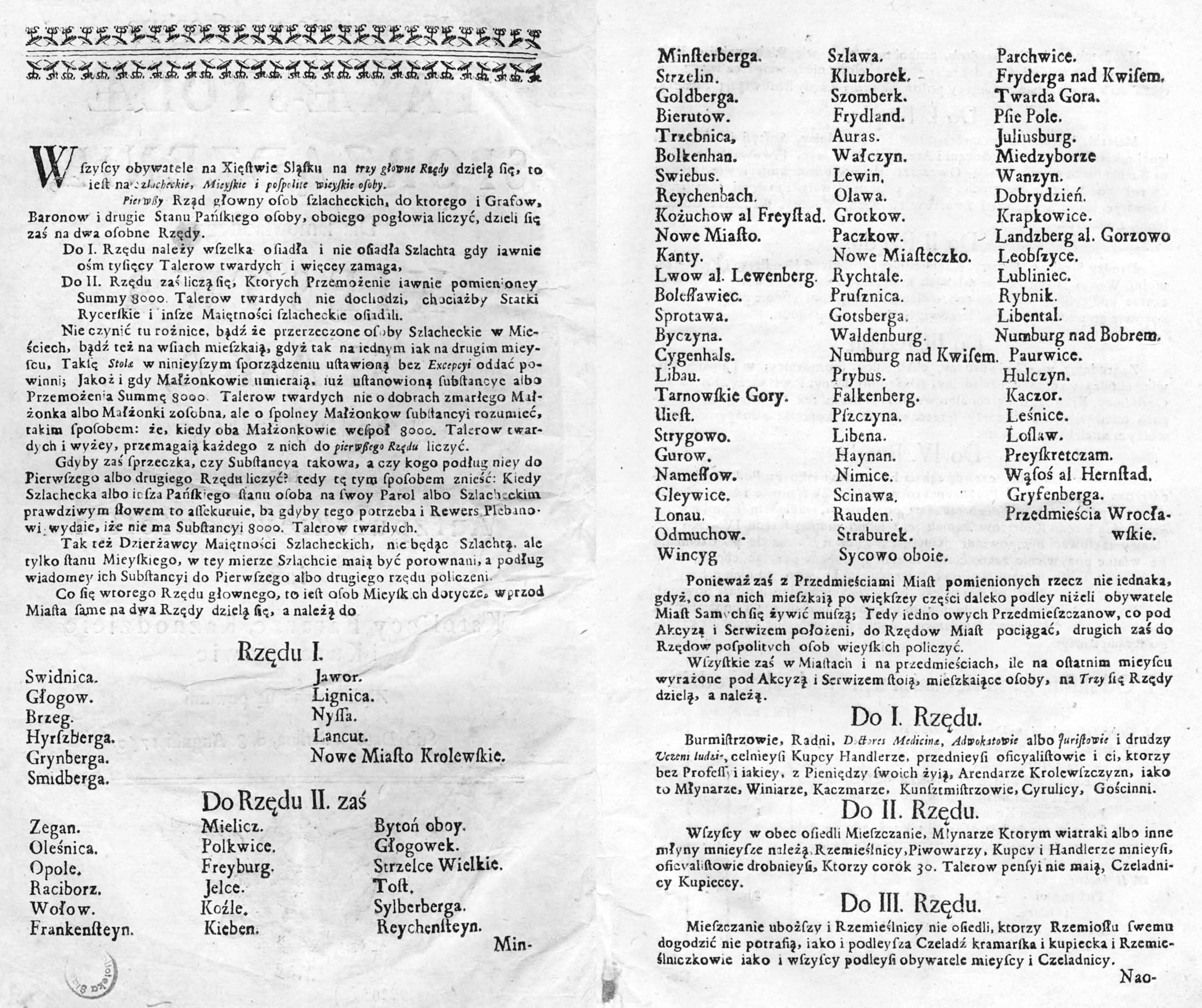
Lubliniec wśród innych nazw śląskich miejscowości w urzędowym pruskim dokumencie z 1750 r. wydanym w języku polskim w Berlinie

Pierwotna nazwa Lublińca, czyli Lubin niemal równolegle z Lublin (XIII–XV w.) wywodzi się od nazwy osobowej Luba albo Lubla. Lubin i Lublin to dzierżawcze nazwy miejscowe.
Z legendarnego przekazu, zanotowanego przez Felixa Triesta w topograficznym opisie Górnego Śląska z 1865 r. dowiadujemy się, że początkowa nazwa Lubie wzięła się od słów wypowiedzianych przez księcia Władysława opolskiego podczas polowania w rejonie dzisiejszego miasta: „Lubi mi się tu kościół i miasto budować”. Nawiązuje on zatem w ludowej etymologii do pierwotnej nazwy Lubin.
W łacińskiej Księdze uposażeń biskupstwa wrocławskiego spisanej w latach 1295–1305 miejscowość wymieniona jest jako Lublin oraz Lublyn. W spisanym po łacinie dokumencie średniowiecznym Bolesława opolskiego z dnia 1 września 1310 r. miasto wymienione jest pod nazwą Lubin. W 1475 r. w łacińskich Statuta Synodalia Episcoporum Wratislaviensium miejscowość wymieniona jest w zlatynizowanej formie Lobin. Jan Długosz (XV w.) nazywa już miasto Lublynecz, w celu odróżnienia od małopolskiego Lublina. W 1612 r. polską nazwę miejscowości wspomina Walenty Roździeński w swoim staropolskim poemacie o śląskim hutnictwie pt. „Officina ferraria abo Huta i warstat z kuźniami szlachetnego dzieła żelaznego we fragmencie „Leży pobliż Lublińca; czasu dzisiejszego. Jest pod pana Andrzeja władzą Kochcickiego. Te trzy porząd od dołu na tejże to rzece. (Bruskowska a plaplińską i pusta) kuźnice. Są w dystrykcie lublińskim na koszeckim gruncie”. W roku 1613 śląski regionalista i historyk Mikołaj Henel z Prudnika wymienił miejscowość w swoim dziele o geografii Śląska pt. Silesiographia podając jej łacińską nazwę: Lublinitium. W 1750 r. polska nazwa Lubliniec wymieniona jest w języku polskim przez Fryderyka II pośród innych miast śląskich w zarządzeniu urzędowym wydanym dla mieszkańców Śląska.
Polska nazwa Lublinice oraz niemiecka Lublinitz wymieniona jest również w 1896 roku przez śląskiego pisarza Konstantego Damrota. Wymienia on również historyczną nazwę polską Lubin, pod którą miejscowość wymieniono w 1310 i 1423 r., a także Lobin z 1423 r. oraz w wersji staropolskiej Lublinicz z 1517 r. W alfabetycznym spisie miejscowości na terenie Śląska wydanym w 1830 r. we Wrocławiu przez Johanna Knie miejscowość występuje pod nazwą niemiecką Lublinitz oraz obecnie używaną, polską Lubliniec. Nazwę Lubliniec w książce „Krótki rys jeografii Szląska dla nauki początkowej” wydanej w Głogówku w 1847 r. wymienił śląski pisarz Józef Lompa. Słownik geograficzny Królestwa Polskiego wydany na przełomie XIX i XX w. notuje nazwę miasta pod polską nazwą Lubliniec oraz starszą Lubie, a także niemiecką nazwę Lublinitz.
Ze względu na słowiańskie brzmienie, niemieckie władze okupacyjne III Rzeszy zmieniły w 1941 r. zgermanizowaną polską nazwę Lublinitz na fonetycznie niemiecko brzmiącą (pojawiającą się już wcześniej w historii miasta) – Loben. Nazwę tę (jako Lobyn) wymienia już niemiecki nauczyciel Heinrich Adamy w swojej książce o nazwach miejscowości na Śląsku, wydanej w 1888 r.

## Historia

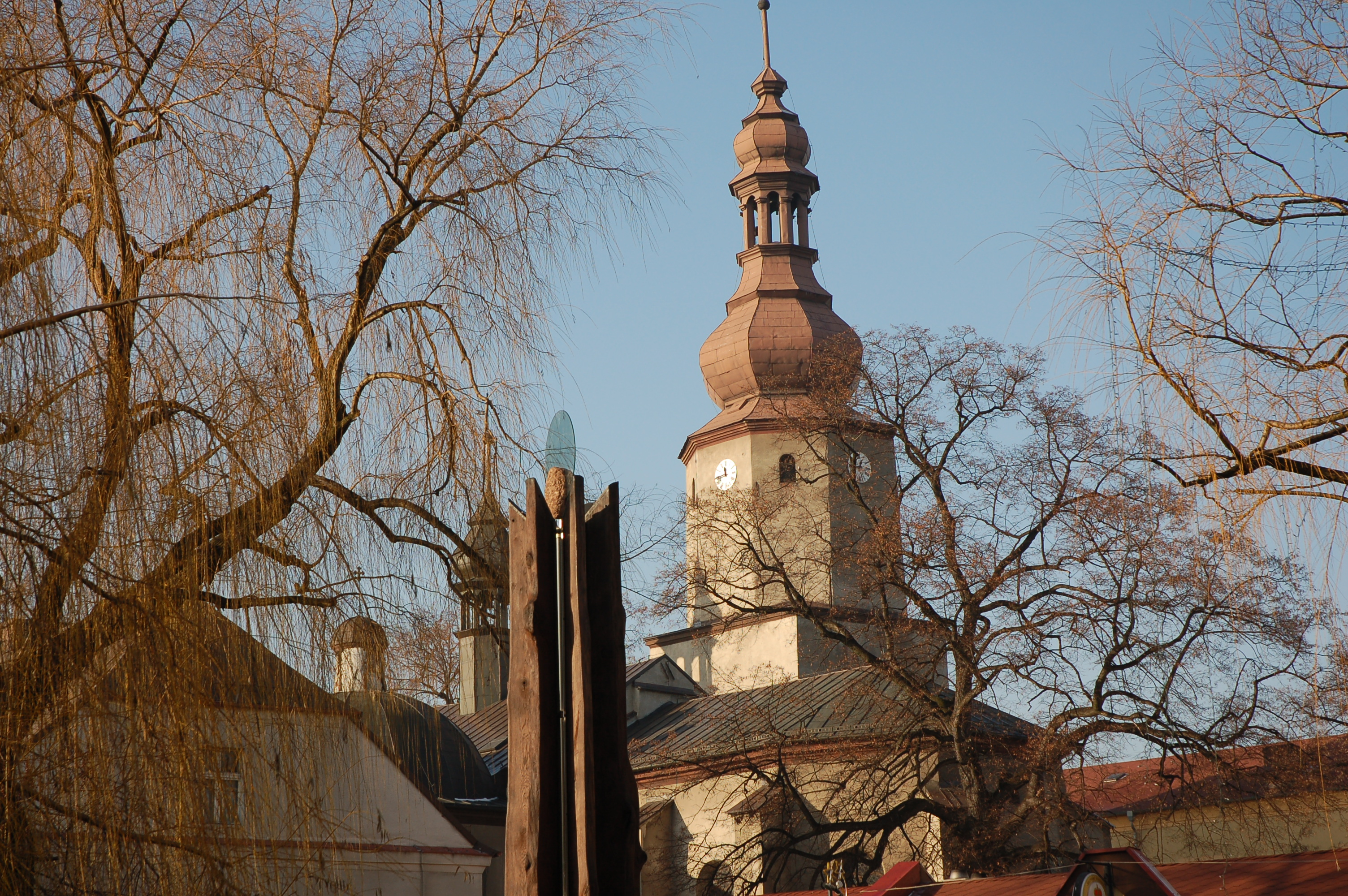
Wieża kościoła pw. św. Mikołaja, widok z placu Kopernika

Lubliniec został założony prawdopodobnie w 1272 r. przez księcia Władysława I opolskiego. W 1277 r. rozpoczęła się budowa miejskiego ratusza oraz kościoła pw. św. Mikołaja. Lokowany na prawie flamandzkim Lubliniec prawa miejskie uzyskał w 1300 r., trafiając jednocześnie pod zwierzchnictwo Czech. Na początku XV w. zdobyty przez wojska królewskie Władysława Jagiełły, a właścicielem miasta został Spytko z Melsztyna. Do 1450 r. liczne przywileje miejskie, nadane przez księcia Jana Dobrego: przywilej cechów (utworzenie nowych cechów), przylej prawa składowego, przywilej na warzenie piwa. W 1500 roku odnowiono prawa miejskie – prawa magdeburskie.

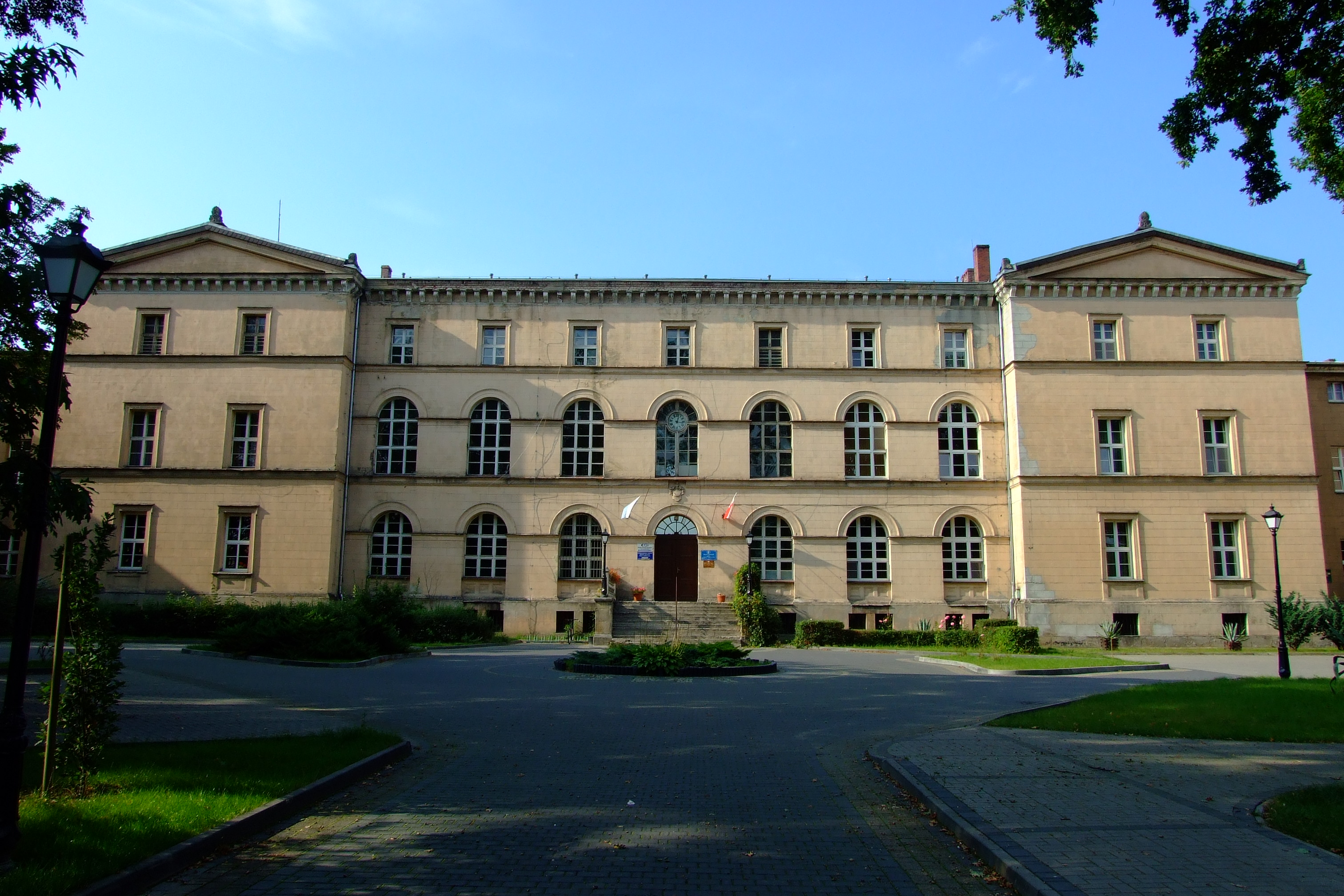
Gmach dawnego Zakładu Wychowawczego im. Franciszka Grotowskiego w Lublińcu

Od XIV w. stolica powiatu lublinieckiego, jednego z największych w księstwie opolskim. W 1655 r. na tutejszym zamku znajdowała się przez krótki okres ikona Matki Boskiej Jasnogórskiej wywieziona z Jasnej Góry tuż przed oblężeniem szwedzkim. W wyniku trzech wojen śląskich w 1742 r. Lubliniec przeszedł wraz z większością Śląska z Monarchii Habsburskiej w granice Prus. W 1812 r. właścicielem dóbr lublinieckich był Franciszek Grotowski, który powołał w mieście Instytut Franciszka Grotowskiego mający na celu opiekę nad osieroconymi dziećmi i zapisał na jego utrzymanie część swojego majątku w testamencie.
W połowie XIX w. na terenie ówczesnego powiatu lublinieckiego oraz samego miasta dominowała ludność polska. Topograficzny opis Górnego Śląska z 1865 r. notuje „(...) der Sprachverschiedenheit nach 4510 deutsch sprechende in 887 Famillien, 39,418 polnisch sprechende in 7934 Familien und mahrisch sprechende in einer Familie”, czyli w tłumaczeniu na język polski „(...) różnorodność językowa jest następująca: 4510 mówi po niemiecku w 887 rodzinach, 39,418 mówi po polsku w 7934 rodzinach i 3 osoby z jednej rodziny mówi po morawsku”. W XIX w. w mieście swoje dzieła publikował po polsku górnośląski działacz, poeta i publicysta Józef Lompa, który w 1874 r. wydał tu m.in. „Pielgrzyma w Lubopolu”.
20 marca 1921 r. odbył się plebiscyt na Górnym Śląsku. W powiecie Lubliniec 47% z głosujących opowiedziało się za Polską, a 53% za Niemcami (wśród głosujących było prawie 16% emigrantów śląskich ściągniętych na tereny plebiscytowe w celu podniesienia końcowego rezultatu; wniosek o dopuszczenie emigrantów do głosu zgłosiła strona polska, ale ci w większości głosowali ostatecznie za Niemcami). W czasie III powstania śląskiego Lubliniec został zajęty przez powstańców. Ostatecznie władze alianckie zdecydowały o przekazaniu Lublińca Państwu Polskiemu, mimo że w samym mieście 88% ludności (2580 do 351) opowiedziało się za przynależnością do Niemiec (część powiatu wraz z Dobrodzieniem pozostała w Niemczech). W okresie międzywojennym w Lublińcu stacjonował 74 Górnośląski Pułk Piechoty wywodzący się ze 159 pułku piechoty wielkopolskiej. W latach 1921–1929 służbę w 74 Górnośląskim Pułku Piechoty pełnił między innymi jego współtwórca kpt. Władysław Nawrocki, bohater bitwy o Postawy i nad rzeką Autą – w czasie wojny polsko–bolszewickiej 1920 r.
W obliczu zbliżającej się wojny z Niemcami, latem 1939 r. w mieście i jego najbliższych okolicach zbudowano 4 lekkie żelbetowe schrony bojowe, zachowane do dzisiaj. W czasie agresji niemieckiej na Polskę miasto zostało zdobyte przez oddziały hitlerowskie w pierwszych dniach września 1939 r. W czasie okupacji niemieckiej na terenie miejscowego szpitala psychiatrycznego Niemcy dokonali mordu na 194 dzieciach w wieku od 5 do 17 lat, które zabijano zastrzykami z barbituranów. Miasto zostało zajęte przez żołnierzy 31 Korpusu Pancernego 1 Frontu Ukraińskiego Armii Czerwonej co zakończyło na tym terenie władzę reżimu III Rzeszy (w 1968 roku wzniesiono pomnik ku czci poległych żołnierzy na ul. Paderewskiego). W 1945 r. miasto ponownie włączono do Polski.

## Architektura i urbanistyka
W centrum miasta znajdują się najstarsza część. Dookoła rozciągają się nowsze osiedla – na północy jedne z największych osiedli mieszkaniowych – Tysiąclecie, Wojska Polskiego, ZHP, na zachodzie – Delicje, Manhatan, Wieniewskiego, na wschodzie – Niegolewskich, Robotnicze, Powstańców Śląskich, na południu – Stalmacha, Stara Kolonia.
Przemysł skupia się głównie w części północnej, północno-wschodniej i wschodniej miasta (Steblów, Kopce) oraz w okolicach dworca kolejowego (Śródmieście).
Osiedla bliźniaczych domków jednorodzinnych (Wymyślacz, Dziuba, Wiłkowice, Droniowiczki, Steblów Nowy, Steblów Stary). W okolicach obwodnicy zachodniej przed dzielnicą Wymyślacz-Dziubowe „bliźniaki” przeplatają się wśród bloków mieszkalnych.
Tereny rekreacyjne skupiają się wokół stawów: Posmyk, Kokotek I, Kokotek II, Piegrza, wokół Zalewu Dronowickiego i Parku Grunwaldzkiego. Baza turystyczna i hotelowa miasta znajduje się nie tylko w Śródmieściu, ale także w części południowej: Kokotek, Posmyk, Leśnica i Pusta Kuźnica.

### Zabytki i atrakcje turystyczne
- Zabytkowe kościoły:
  - Kościół św. Mikołaja
  - Kościół św. Stanisława Kostki
  - Kościół św. Anny

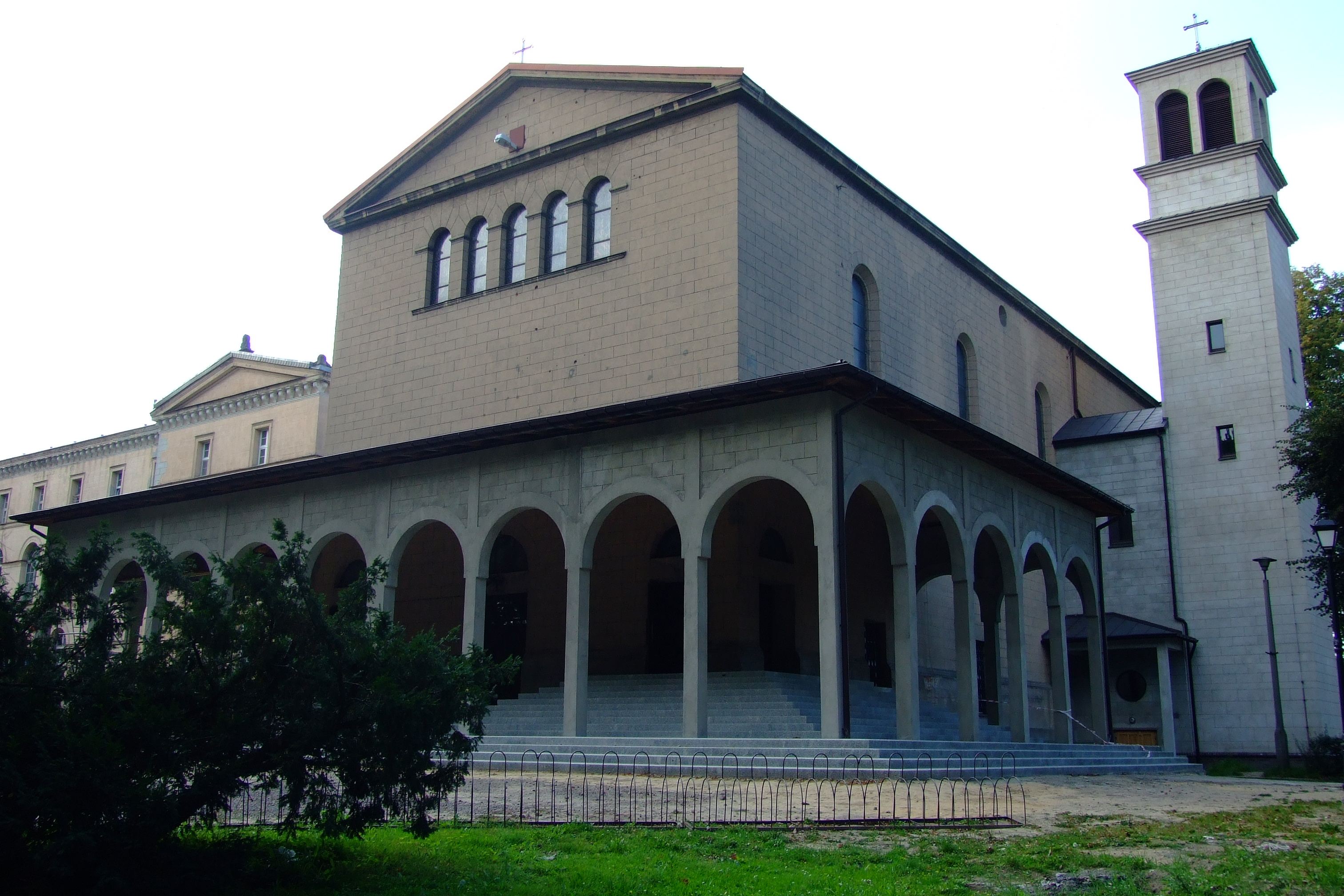
Klasztor Ojców Oblatów i kościół św. Stanisława Kostki

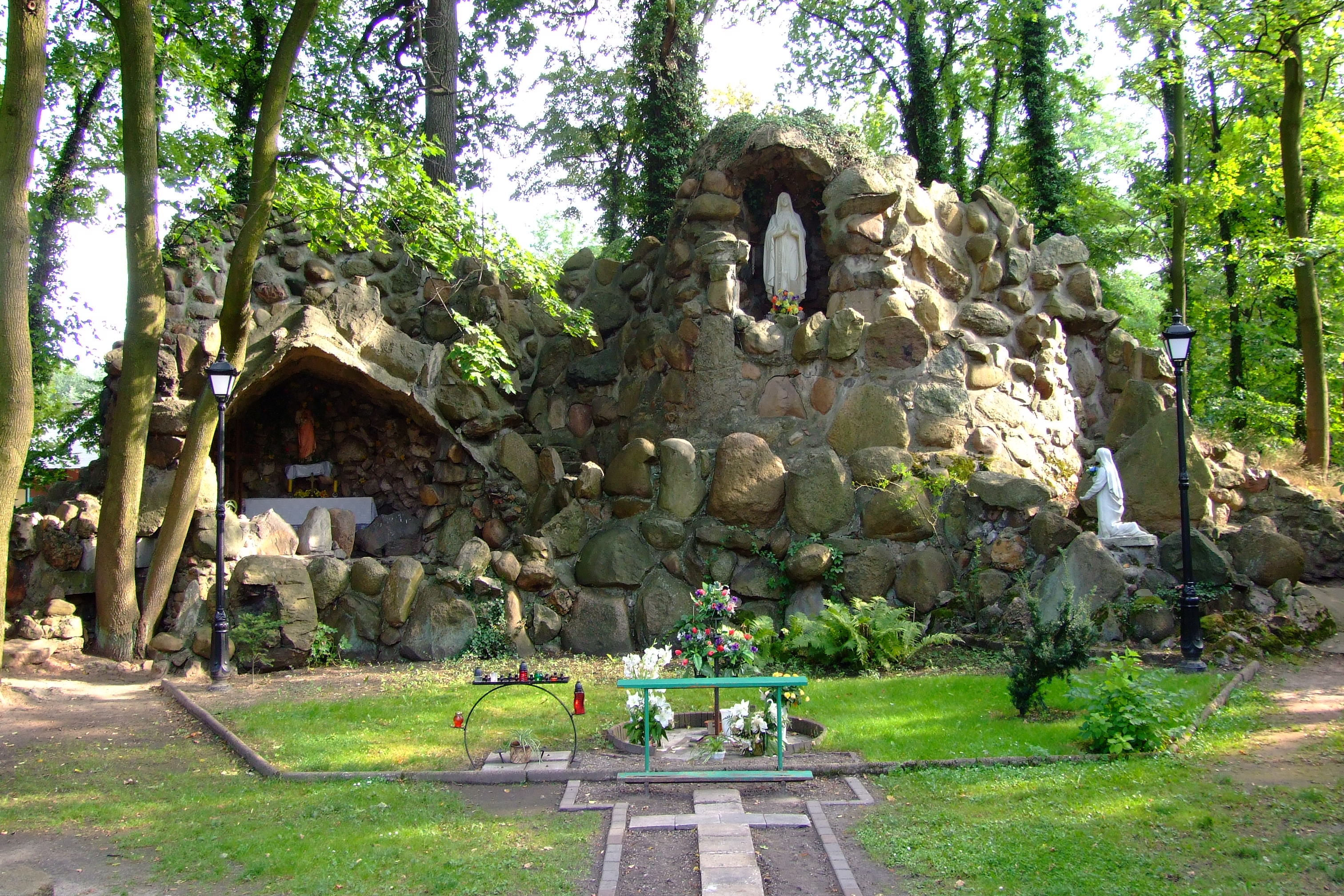
Grota Matki Boskiej z Lourdes

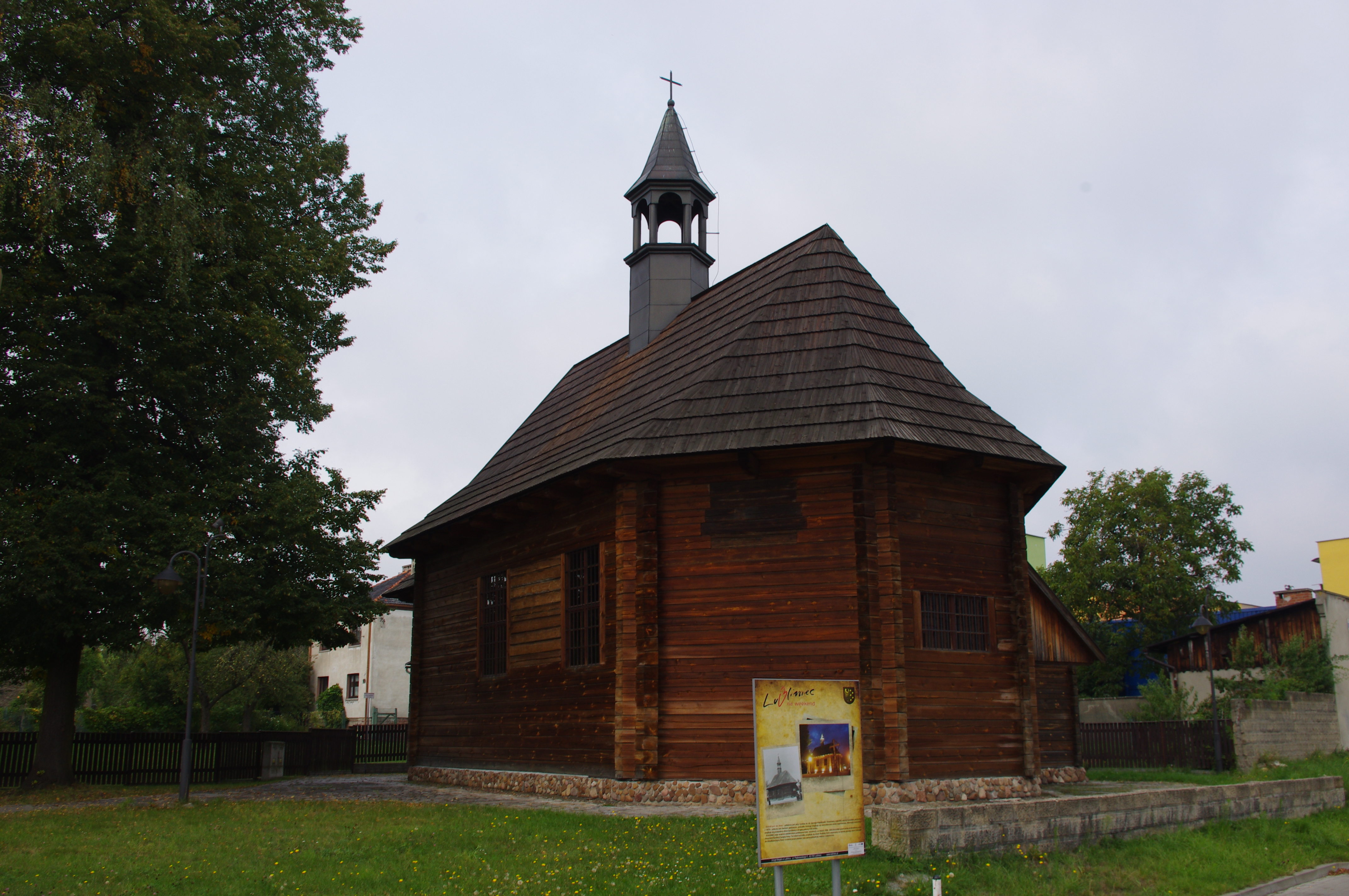
Kościół św. Anny

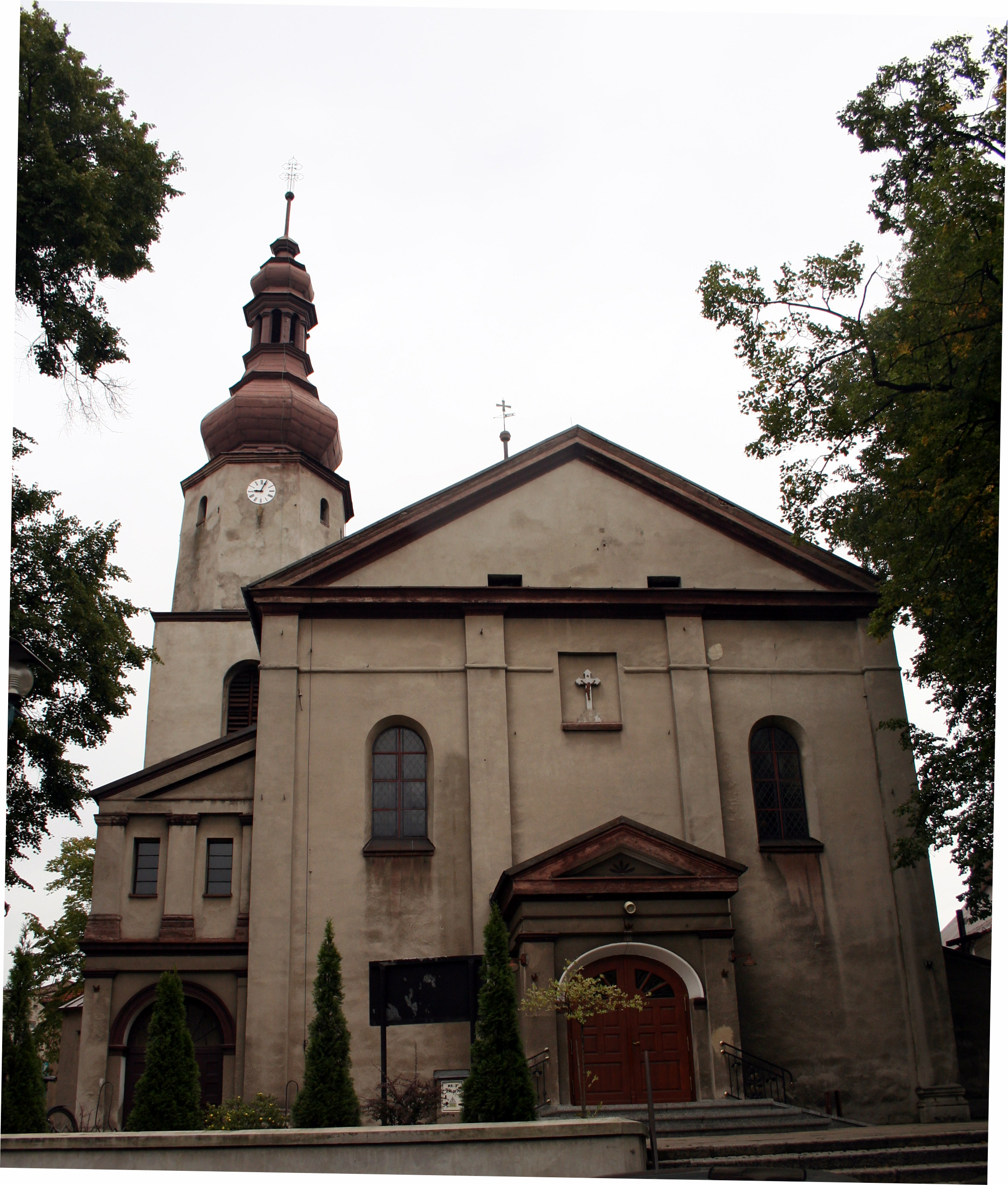
Kościół św. Mikołaja

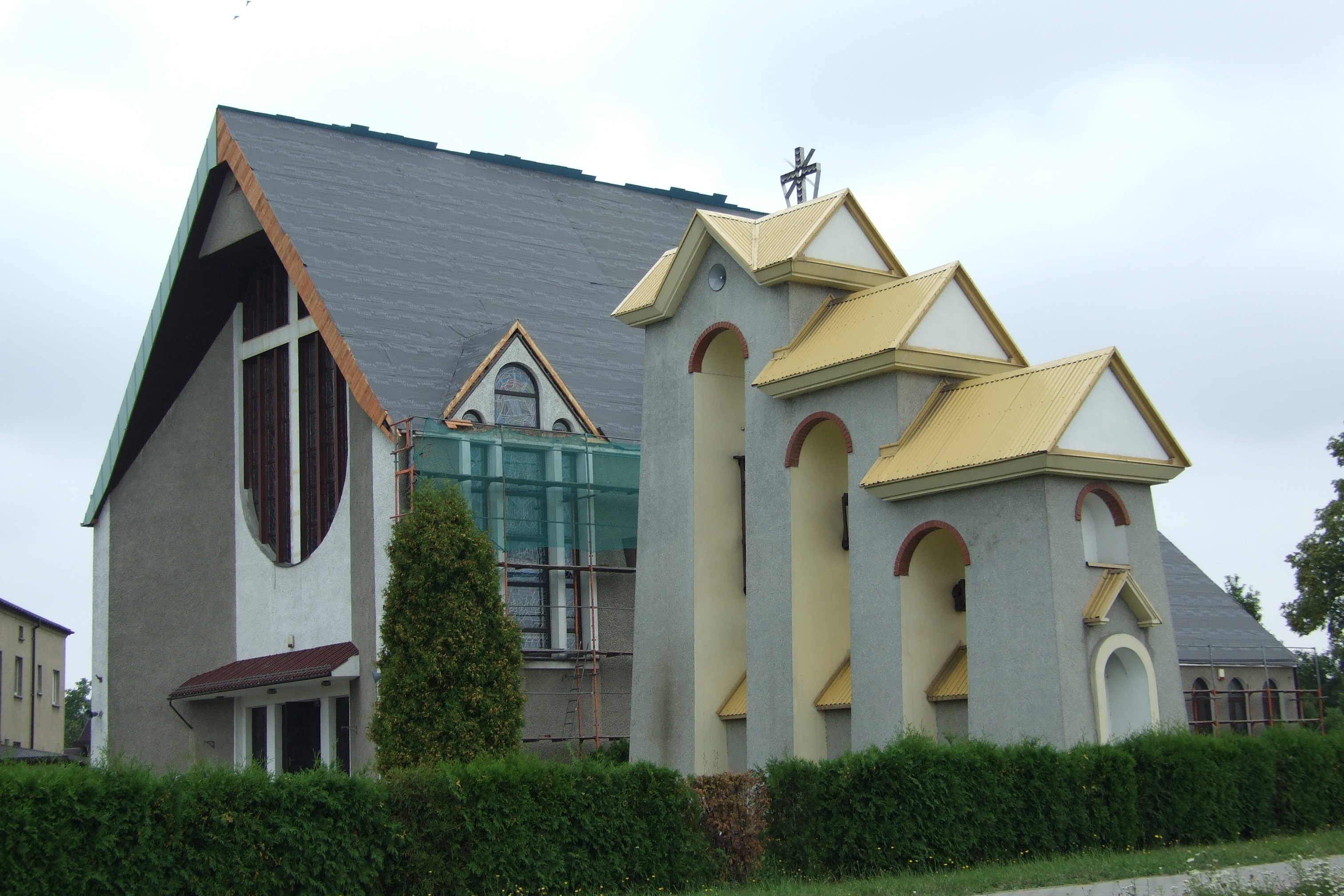
Kościół św. Edyty Stein

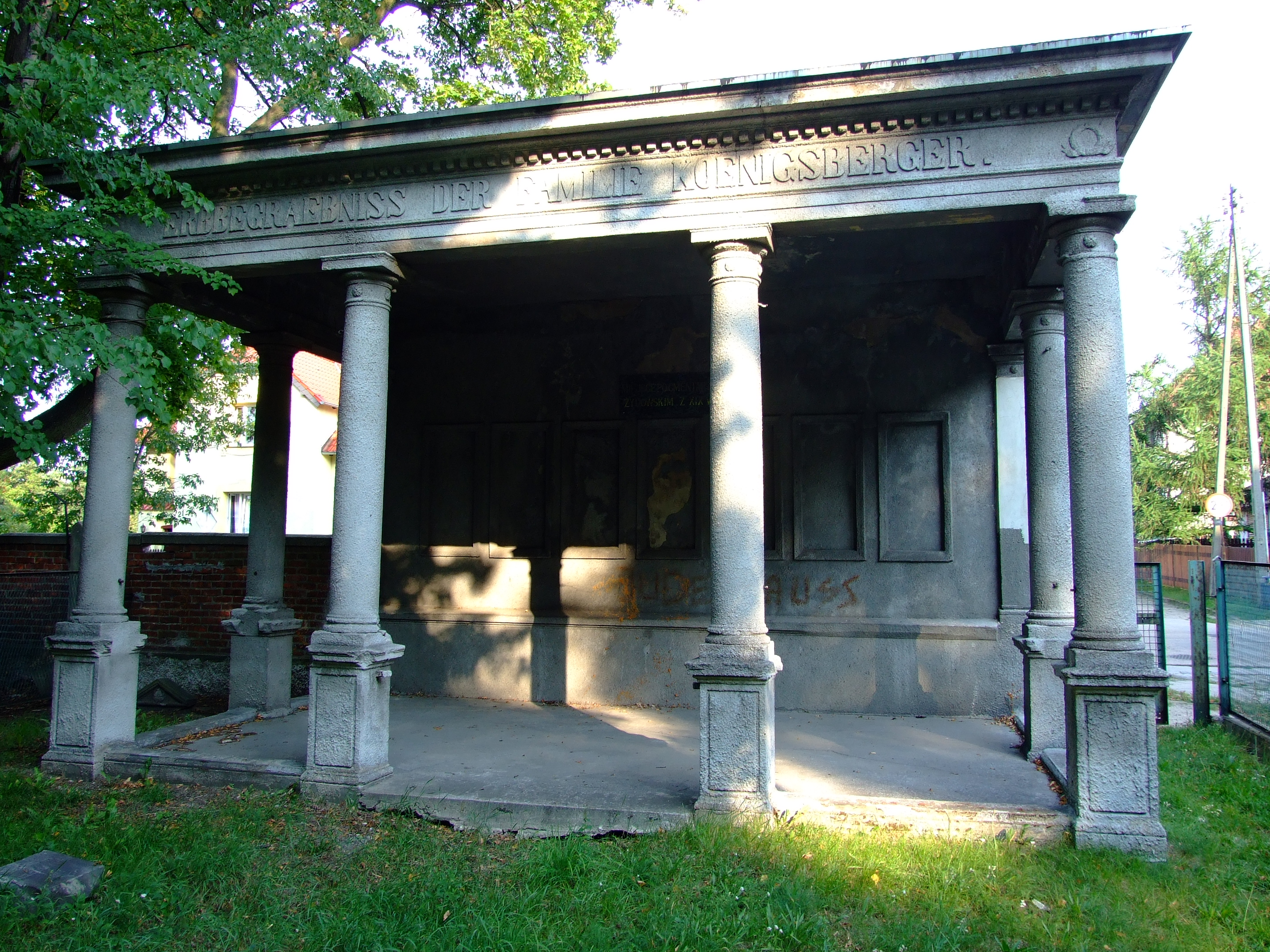
Cmentarz żydowski w Lublińcu

  - Kościół Podwyższenia Krzyża Świętego
- Kamienice na Rynku Głównym
- Kamienice na Małym Rynku
- Kaplica św. Józefa
- Kaplica w Droniowiczkach
- Kaplica w Pustej Kuźnicy
- Zamek w Lublińcu
- Budynek Zespołu Szkół im. św. Edyty Stein (dawniej Zakład Wychowawczy im. Franciszka Grotowskiego) oraz park
- Wieża ciśnień (ul. Kochcicka)
- Wieża ciśnień (ul. Dworcowa)
- Lokomotywownia wachlarzowa z obrotnicą
- 4 schrony bojowe z 1939 r. wzniesione przez Wojsko Polskie
- Obserwatorium astronomiczne (w I LO im. A. Mickiewicza)
- Zabudowania na terenie Zakładu dla psychicznie i nerwowo chorych
- Budynki użyteczności publicznej
  - Urząd Miejski
  - Starostwo Powiatowe
  - Zespół Szkół KSW im. św. Edyty Stein
  - I Liceum Ogólnokształcące im. A. Mickiewicza
  - Poczta Główna
  - i inne
- Park Miejski
  - Amfiteatr
  - Grzybek
- Była gorzelnia (ul. Oświęcimska)

### Pomniki

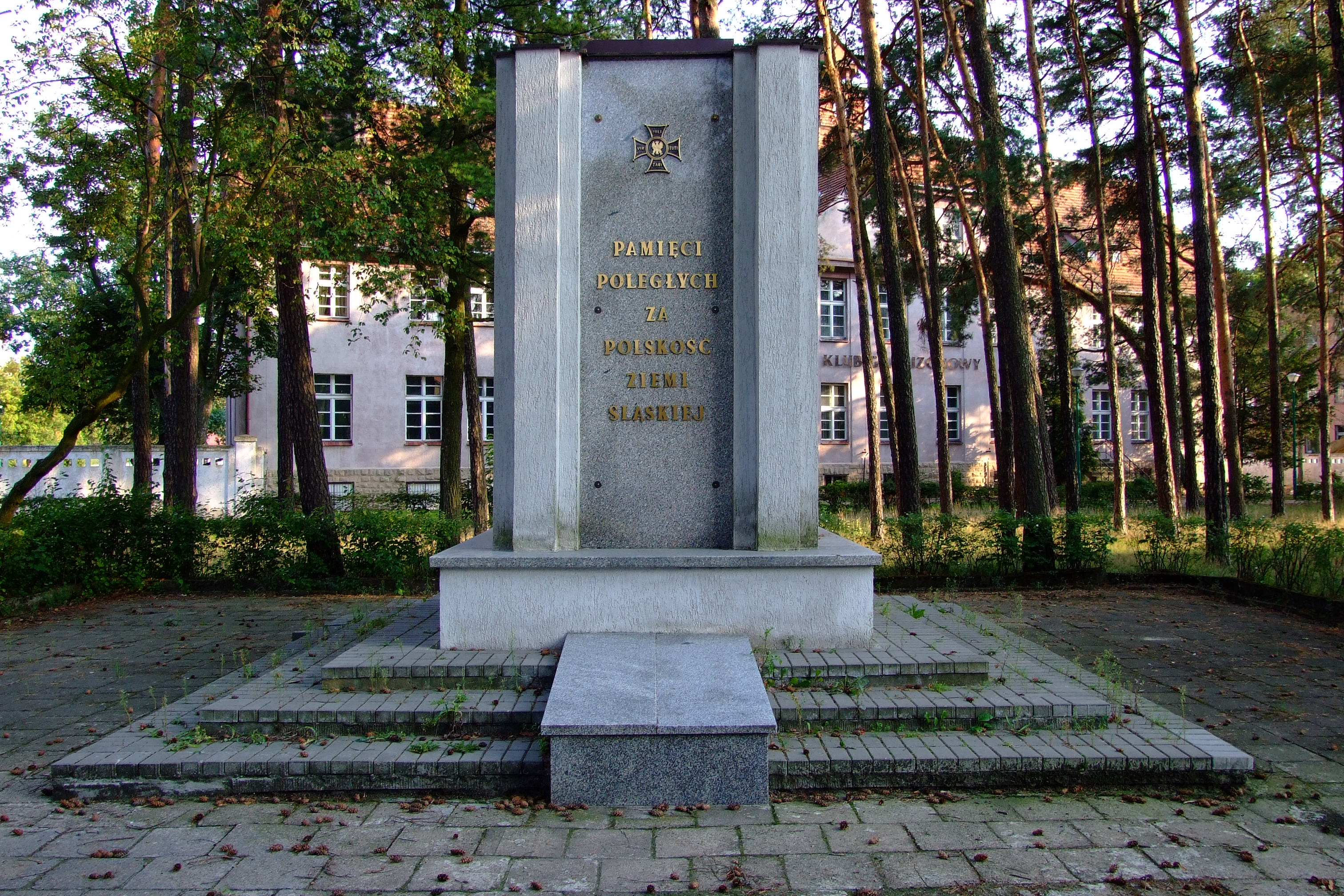
Pomnik ku czci Pamięci Poległych za Polskość Ziemi Śląskiej w Lublińcu

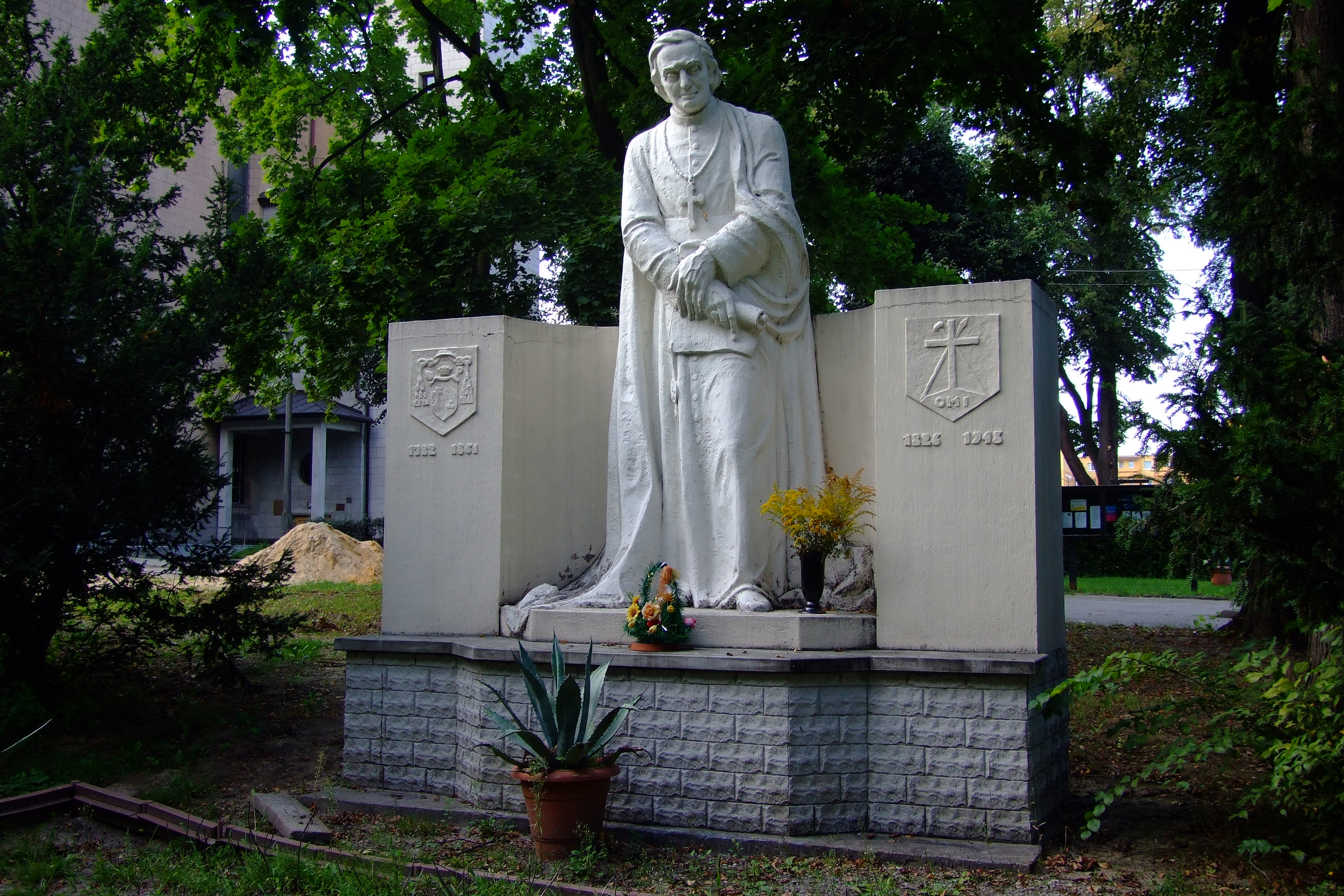
Pomnik św. Eugeniusza de Mazenod

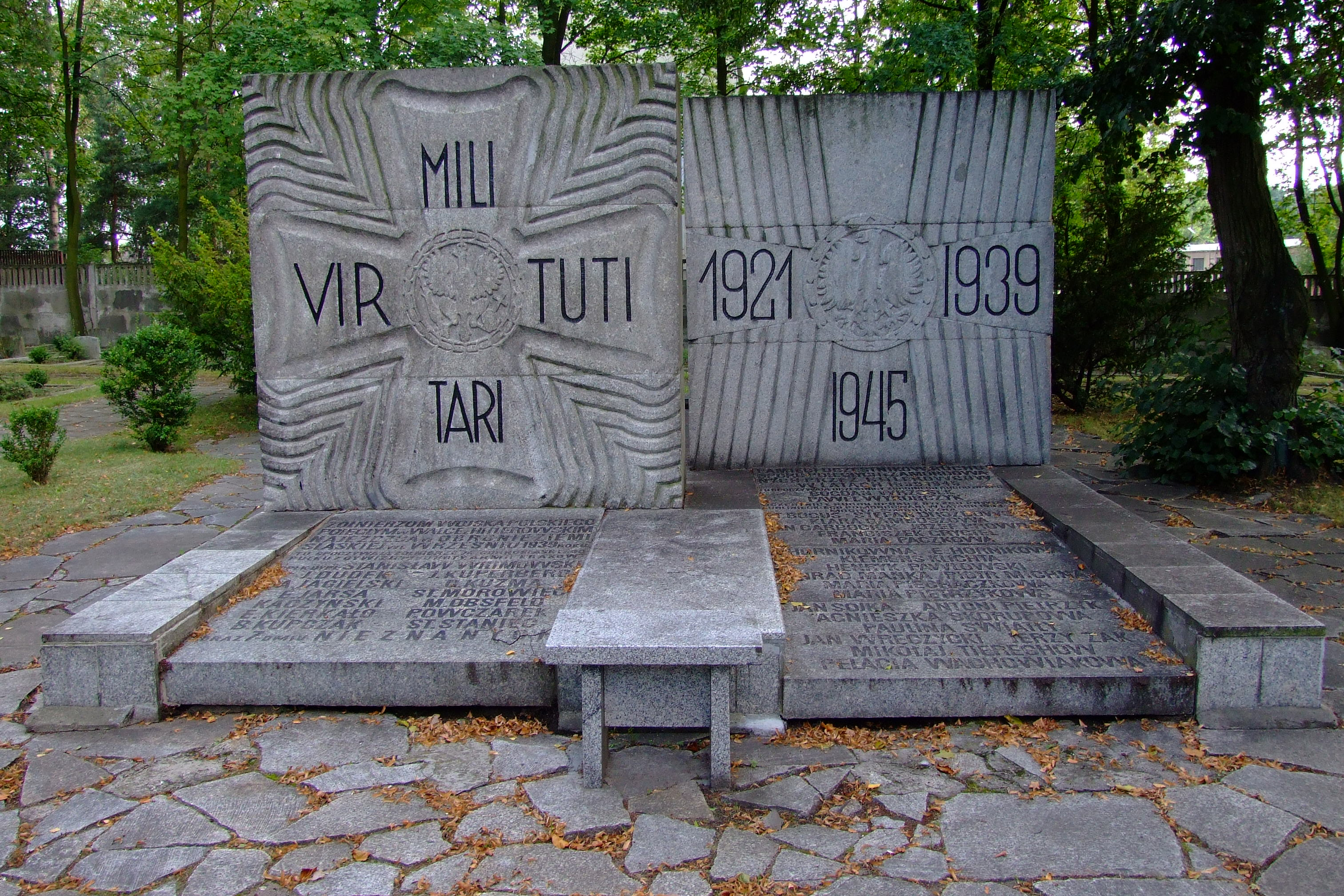
Pomnik Żołnierzy Wojska Polskiego i Powstańców Śląskich

- Pomnik św. Edyty Stein (Mały Rynek)
- Pomnik św. Jana Nepomucena (Rynek Główny)
- Pomnik bł. Jana Cebuli (Klasztor o. Oblatów)
- Pomnik Żołnierzy Wojska Polskiego (Cmentarz Wojskowy – ul. Stalmacha)
- Pomnik św. Eugeniusza de Mazenoda (Klasztor o. Oblatów)
- Pomnik 74 GPP (Skwer przy skrzyżowaniu ulic: Grunwaldzkiej, Sobieskiego i 74 GPP)
- Lapidarium i pomnik na cmentarzu żydowskim
- Pomnik Powstańców Śląskich (Cmentarz Wojskowy – ul. Stalmacha)

### Tablice pamiątkowe
- na Dworcu Głównym PKP (pl. Niepodległości), poświęcona rocznicy otwarcia linii kolejowej Lubliniec–Wrocław Mikołajów;
- na budynku Starostwa Powiatowego (ul. Paderewskiego) upamiętniająca pobyt marszałka Józefa Piłsudskiego w Lublińcu;
- na cmentarzu wojskowym (ul. Stalmacha) upamiętniająca ofiary katastrofy lotniczej pod Smoleńskiem;
- w kościele pw. św. Edyty Stein (ul. Oleska), poświęcona lublinieckim policjantom zamordowanym w Katyniu i Miednoje;
- na kamienicy, w której mieszkali dziadkowie św. Edyty Stein (ul. św. Edyty Stein), poświęcona patronce miasta;
- na cmentarzu żydowskim, poświęcona pochowanym tam Żydom;
- upamiętniająca byłych nauczycieli i uczniów gimnazjum im.Adama Mickiewicza, poległych i pomordowanych w czasie II wojny światowej (ul. Sobieskiego 22, Liceum Ogólnokształcące nr 1 im. Adama Mickiewicza);
- upamiętniająca Konrada Mańkę, harcerza i organizatora lublinieckiego ruchu oporu, zamordowanego przez hitlerowców 15 lipca 1942 roku. Tablica umieszczona na budynku, w którym mieszkał i działał w latach 1939–1940 (ul. Damrota 11).

### Zieleń miejska
- Park Grunwaldzki
- Park Klasztorny (przy klasztorze Ojców Oblatów)
- Skwer Steinów
- Skwer Sikorskiego
- Bulwar Grotowskiego
- Bulwar Europejski
- Bulwar Okwieki
- Promenada Staromiejska

## Wspólnoty wyznaniowe
- Kościół rzymskokatolicki:
  - parafia wojskowa bł. Piotra Jerzego Frassati[35]
  - parafia św. Mikołaja[36]
  - parafia Najświętszej Maryi Panny Królowej[36]
  - parafia Podwyższenia Krzyża Świętego[36]
  - parafia św. Stanisława[36]
  - parafia św. Stanisława Kostki[36]
  - Parafia św. Teresy Benedykty od Krzyża (Edyty Stein) (Sanktuarium św. Teresy Benedykty od Krzyża)[36]
- Kościół greckokatolicki:
  - punkt duszpasterski w Lublińcu, nabożeństwa prowadzone są w kościele rzymskokatolickim św. Stanisława Kostki (dolny kościół)[37]
- Kościół Ewangelicko-Augsburski:
  - zbór w Lublińcu (filiał parafii w Częstochowie)[38]
- Kościół Zielonoświątkowy[39]:
  - zbór „Skała”[40]
- Świadkowie Jehowy (Sala Królestwa ul. Częstochowska 47c)[41]:
  - zbór Lubliniec-Migowy
  - zbór Lubliniec-Wschód (w tym grupa ukraińskojęzyczna)
  - zbór Lubliniec-Zachód

W Lublińcu utworzono Towarzystwo im. E. Stein, prowadzące działalność popularyzatorską w Centrum Pojednania. W 2008 roku Dekretem Stolicy Apostolskiej św. Edyta Stein została ustanowiona patronką miasta.
Lubliniec jest także siedzibą Dekanatu Wojsk Specjalnych.

## Kultura i rozrywka
- Kino Karolinka – cyfrowe 3D, 4K

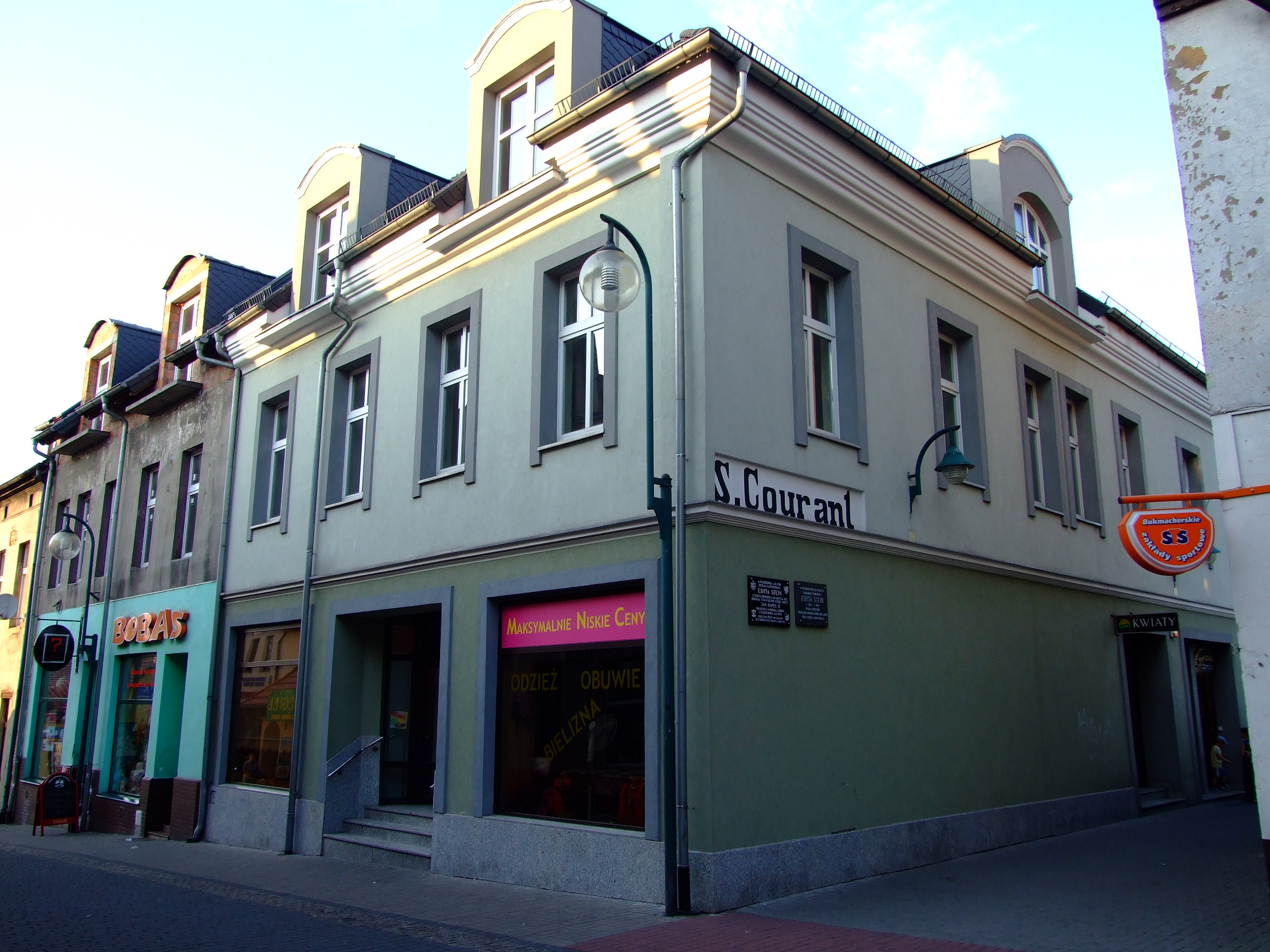
Muzeum Edyty Stein, dawniej Dom Courantów

- Muzeum Edyty Stein (Pro Memoria Edith Stein)
- Muzeum św. Edyty Stein w ZS im. Edyty Stein, ul. Piłsudskiego
- Galeria i Pracownia Artystyczna Joanna Cieślik
- Galeria „Pod Glinianym Aniołem” w Miejskim Domu Kultury

### Imprezy cykliczne
- Festiwal Rowerowy Together – NINIWA Team[43]
- Dni Lublińca
- Maraton Komandosa
- Bieg o „Nóż Komandosa”
- Bieg Katorżnika
- Setka Komandosa
- Bieg Niepodległości
- Bieg Mikołajkowy
- Zimowy Maraton na Raty
- Rajd Lubliniecki
- Lublinieckie Lato Filmowe
- Przegląd Twórczości Poetycko-Teatralnej Osób Niepełnosprawnych
- Regionalny Konkurs Recytatorski
- Festiwal Piosenki Dziecięcej dla Przedszkolaków

### Biblioteki
- Miejsko-Powiatowa Biblioteka Publiczna (z filiami)
- Wojewódzka Biblioteka Pedagogiczna, filia w Lublińcu

## Turystyka
Informacja turystyczna:
- Stowarzyszenie Przyjaciół Lublińca
- Stowarzyszenie Rozwoju Lublińca
- PTTK – Oddział w Lublińcu
- Polskie Towarzystwo Turystyczno – Krajoznawcze

### Turystyka rowerowa
W mieście krzyżują się następujące trasy:
- Nr 30: Rybnik – Pilchowice – Toszek – Krupski Młyn – Lubliniec
- Nr 27: Częstochowa – Blachownia – Herby – Lubliniec – Ozimek – Opole – Dobrzeń Wlk – Lasowice Małe – Olesno
- Nr 39: Byczyna – Kluczbork – Olesno – Lubliniec
- Nr 26: Zawiercie – Myszków – Koziegłowy – Woźniki – Koszęcin – Lubliniec – Pawonków – Dobrodzień
- Nr 17: Gliwice – Pyskowice – Lubliniec
- Nr 431: Koszęcin – Lubliniec Kopce – Lubliniec Centrum – Lubliniec Wesoła – Lubliniec Posmyk – Lubliniec Kokotek (trasa lokalna)

Ponadto na terenie miasta znajduje 5 turystycznych szlaków rowerowych:
- Szlak Papieski
- Szlak Jurajski
- Szlak św. Anny
- Szlak Jasnogórski
- Szlak Koszęciński

Co roku we wrześniu organizowany jest Tour de Kokotek na terenie lublinieckich dzielnic Kokotek, Leśnica i Posmyk.

### Szlak Powstańców Śląskich
- Oznakowanie trasy: zielone
- Długość trasy: 73,7 km
- Szlak trasy biegnie od Woźnik do Dobrodzienia
- Przebieg trasy: Woźniki – Kalety – Koszęcin – Piłka – Lubliniec Str.Kolonia – Lubliniec Wesoła – Lubliniec Rynek Główny – Lubliniec Steblów – Łagiewniki Wlk. – Gwoździany – Dobrodzień

### Szlak Józefa Lompy
- Oznakowanie trasy: żółte
- Długość trasy: 61,2 km
- Szlak trasy biegnie od Boronowa do Ciasnej
- Przebieg trasy: Boronów – Koszęcin – Lubliniec Leśnica – Lubliniec Kokotek – Lubliniec Kopce – Lubliniec Droniowiczki – Lubliniec Wesoła – Lubliniec Śródmieście – Lubliniec Os. Steblowskie – Jawornica – Kochanowice – Pawełki – Ciasna

Przez Lubliniec przechodzi także Szlak architektury drewnianej, na jego trasie znajduje się kościół św. Anny z 1653 r.
Wiosną 2007 r. ruszyły prace nad budową ścieżek rowerowych, prace zakończyły się pod koniec 2008 r., po zakończeniu inwestycji Lubliniec posiadał ich 75 km.

## Edukacja

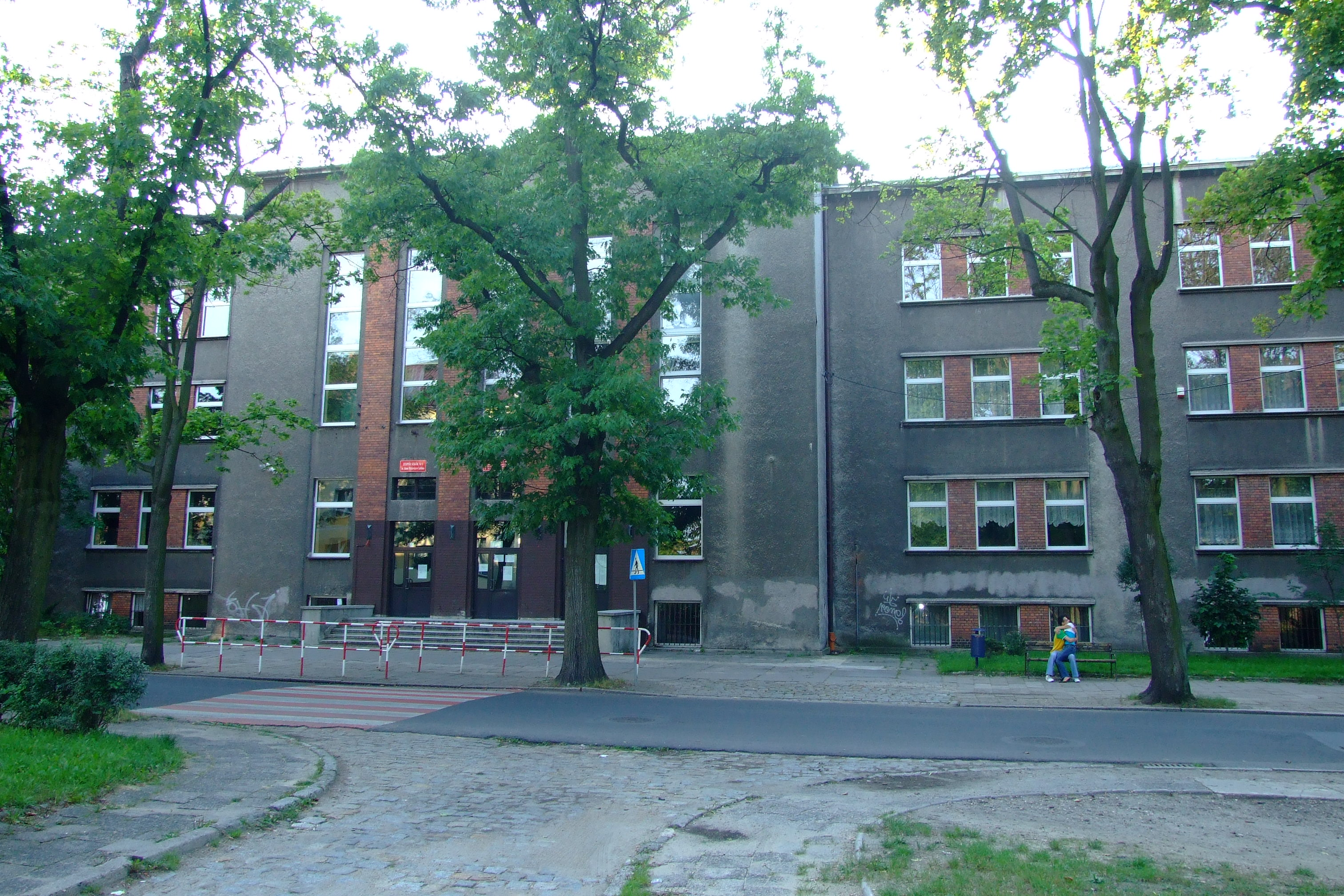
Zespół Szkół im. Adama Mickiewicza

W mieście znajdują się szkoły podstawowe, zespoły szkół o charakterze zawodowym (budowlanym, ekonomicznym, gastronomicznym, hotelarskim, mechanicznym, elektronicznym, odzieżowym, medycznym oraz handlowym), licea ogólnokształcące, licea profilowane, Centrum Kształcenia Ustawicznego, Państwowa Szkoła Muzyczna I stopnia, Szkoła Muzyczna „Yamaha”, Zespół Szkół Katolickiego Stowarzyszenia Wychowawców (KSW), Młodzieżowe Centrum Kariery, Specjalny Ośrodek Szkolno-Wychowawczy, Wojewódzki Ośrodek Doskonalenia Zawodowego oraz Uniwersytet Trzeciego Wieku.

### Szkolnictwo wyższe
Do 2005 r. w Lublińcu swoją siedzibę miała klinika i katedra psychiatrii Śląskiego Uniwersytetu Medycznego w Katowicach.

## Ochrona zdrowia

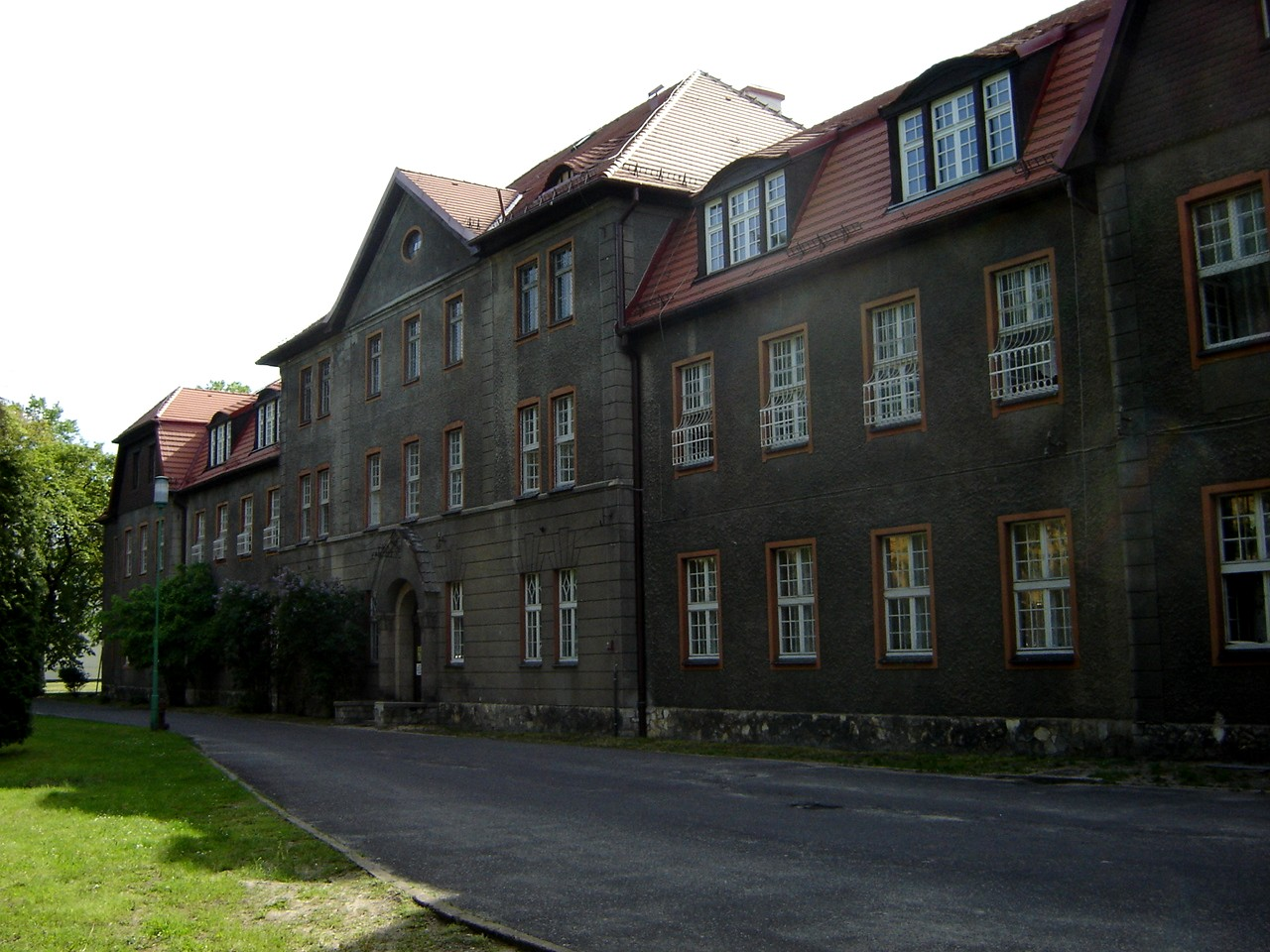
Fragment zabudowań szpitala neuropsychiatrycznego

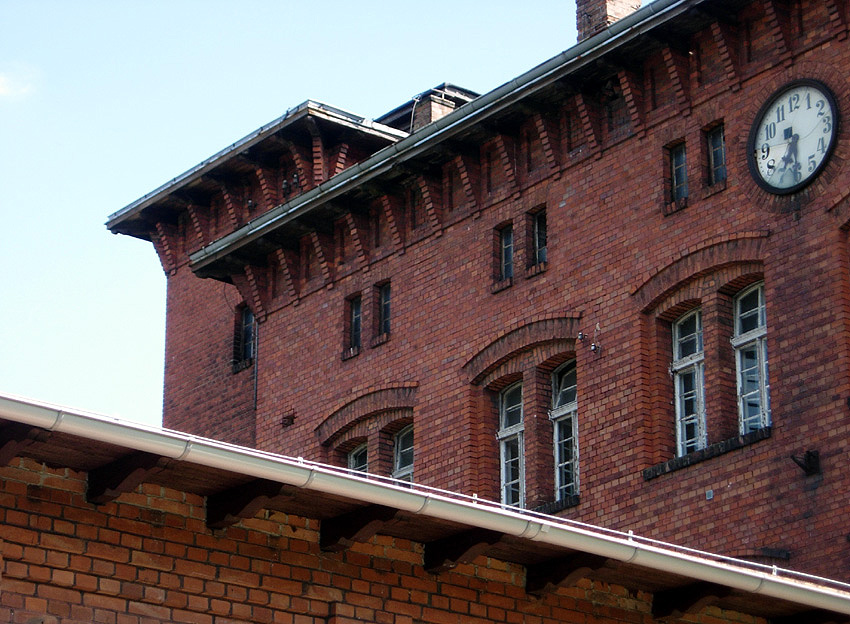
Neogotycki budynek z zegarem na terenie szpitala psychiatrycznego. Został rozebrany w latach 2015–2016

- Wojewódzki Szpital Neuropsychiatryczny (oddziały psychiatryczne dla dorosłych i dzieci, oddział odwykowy, ZOL, oddział neurologiczny, oddział psychiatrii sądowej)
- Samodzielny Publiczny Zakład Opieki Zdrowotnej – Powiatowy Szpital Zespolony (oddziały: wewnętrzny, dziecięcy, ratunkowy, ginekologiczno-położniczy, chirurgiczny, chorób płuc, OIOM)
- Stacja Dializ
- Ośrodek Leczenia Tlenem

W latach 1953–2000 w Lublińcu znajdował się oddział kliniczny Śląskiej AM w Katowicach, który został przeniesiony do Katowic.

## Gospodarka
Lubliniec jest jednym z 3 miast powiatowych woj. śląskiego oraz jednym z 18 miast w Polsce zaliczanych do klasy A pod względem atrakcyjności inwestycyjnej (dane Instytutu Badań nad Gospodarką Rynkową w Warszawie).

### Przedsiębiorstwa
W Lublińcu działa kilka dużych przedsiębiorstw, takich jak: Lentex, EthosEnergy Poland, Hygienika, Dunapack Eurobox, Gamrat (centrum dystrybucji), Texlen, Da Gama, Miwo Military Lubliniec, Elhand, Ledapol, Gracja, Makpol, Polmar, Hoger, Polimer, Tauron, Enion SA, Dedal, Krynicki Recykling, AP Trans Energy.
W północno-wschodniej części miasta funkcjonuje podstrefa Lubliniec, Katowickiej Specjalnej Strefy Ekonomicznej. Na terenie lublinieckiej podstrefy KSSE wybudowano i oddano do użytku w 2014 r. dwa zakłady: Krynicki Recykling, Elhand (drugi zakład tej firmy w Lublińcu), w 2015 r. oddano do użytku kolejne dwa zakłady: Da Gama oraz Makpol. W 2018 roku otworzono największy zakład w strefie – Dunapack Eurobox

## Transport

### Transport drogowy
Lubliniec jest węzłem drogowym położonym na skrzyżowaniu dróg krajowych:
- 11S11 Kołobrzeg – Poznań – Ostrów Wielkopolski – Lubliniec (obwodnica zachodnia) – Bytom
- 46 Szczekociny – Częstochowa – Lubliniec (obwodnica północna) – Opole – Nysa – Kłodzko

oraz dróg wojewódzkich:
- 906 Lubliniec – Koszęcin – Strzebiń – Woźniki – Koziegłowy – Myszków – Zawiercie

i dróg lokalnych (międzypowiatowych):
- Lubliniec – Koszwice – Zawadzkie – Strzelce Opolskie
- Lubliniec – Krupski Młyn – Pyskowice – Gliwice

#### Obwodnice
W Lublińcu istnieje obwodnica zachodnia łącząca dzielnicę Kokotek z dzielnicą Steblów. W listopadzie 2010 roku została oddana do użytku po trzyletniej budowie obwodnica północna wraz z węzłem Lubliniec Północ. Lubliniec posiada również trasę śródmiejską – al. Solidarności, czyli obwodnicę dzielnicy staromiejskiej, która zamyka pierścień drogowy wokół lublinieckiego starego miasta.

### Komunikacja autobusowa
Po likwidacji PKS w Lublińcu w 2018 roku, w Lublińcu brak regularnych przewozów autobusowych na terenie miasta.

### Kolej

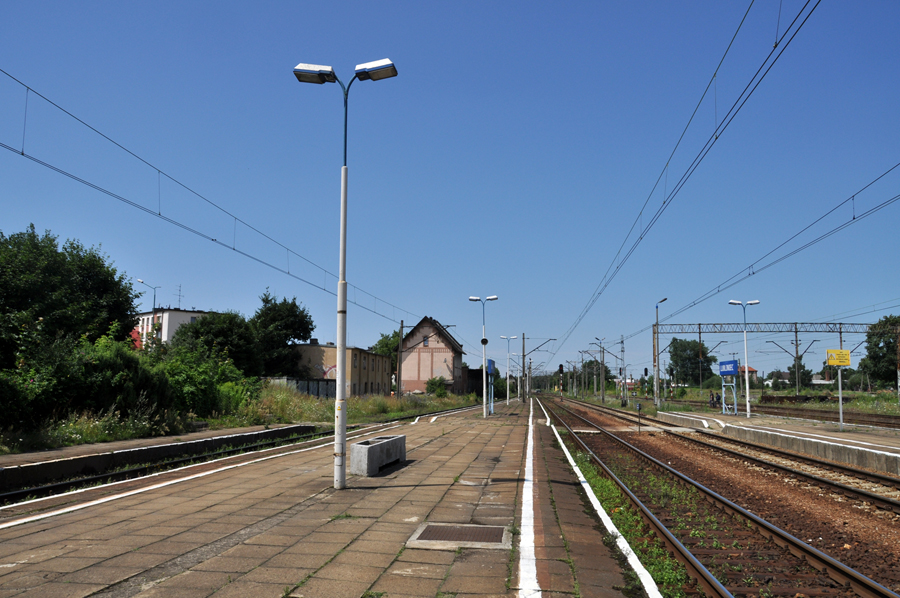
Dworzec kolejowy w Lublińcu – perony

Lubliniec jest ważnym węzłem kolejowym, posiada 5 kierunków wylotowych. Przez Lubliniec przebiegają następujące szlaki kolejowe:
- Poznań – Ostrów Wlkp. – Lubliniec – Katowice
- Opole – Lubliniec – Częstochowa – Kielce
- Lubliniec – Gliwice

Jedyną stacją kolejową na terenie miasta jest Lubliniec. W przeszłości istniały jeszcze przystanki kolejowe Lubliniec Kokotek i Lubliniec Zachodni. Stacja kolejowa w Lublińcu jest bezpośrednio połączona z większością dużych miast Polski.
Dworzec kolejowy stacji Lubliniec został włączony w sieć obiektów podlegających Oddziałowi Dworce Kolejowe PKP. Otrzymał kategorię C. Ponadto w Lublińcu znajdują się inne instytucje związane z grupą PKP:
- Zakład Linii Kolejowych PKP Polskie Linie Kolejowe
- PKP Cargo (dystrybucja)
- Zakład Naprawy – Zakład Staropolski (oddział)

### Lotnisko
Najbliższy port lotniczy, MPL Katowice znajduje się w odległości ok. 50 km w Pyrzowicach.

## Sport

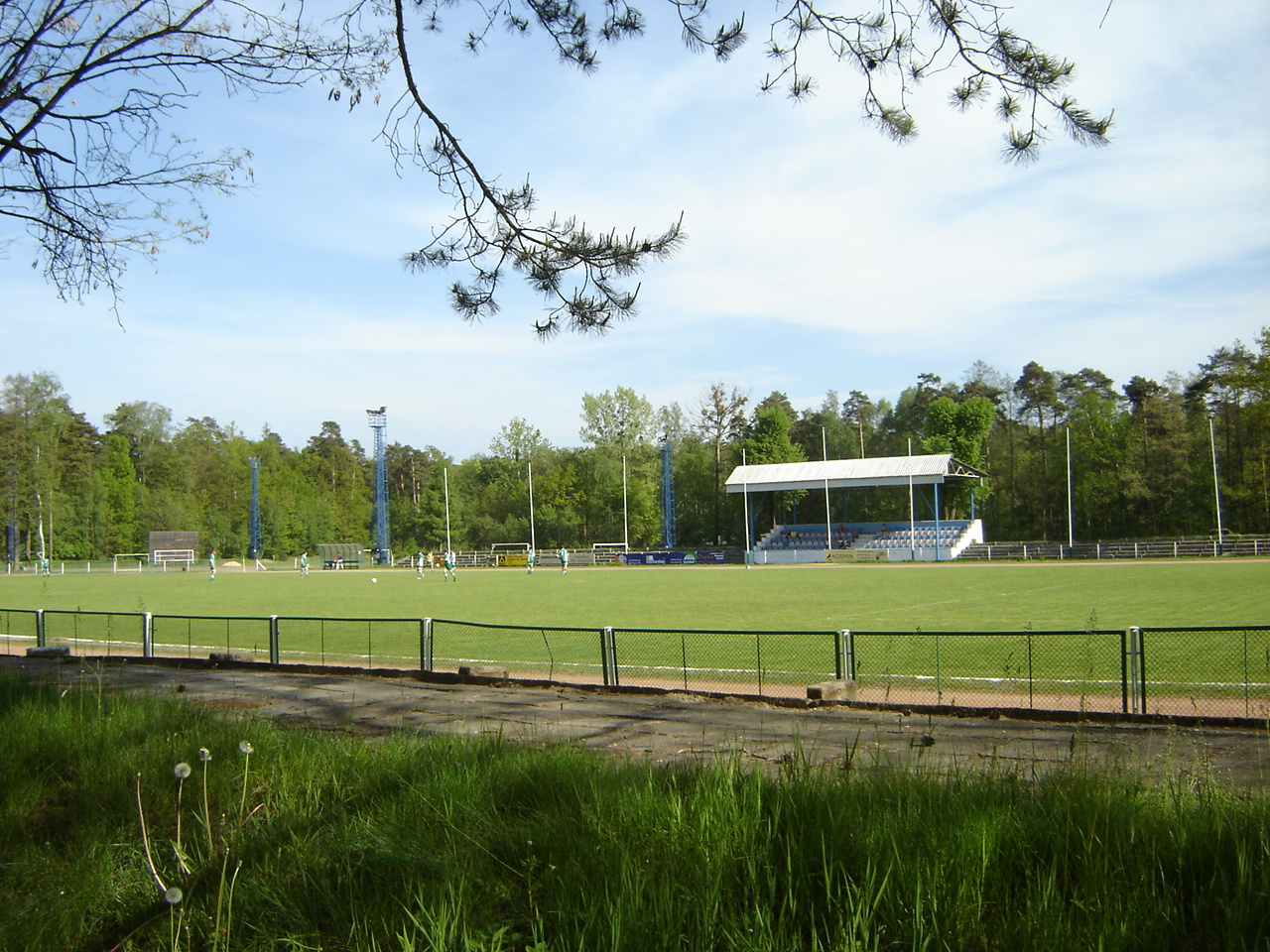
Stadion „Sparty” w Lublińcu

### Kluby sportowe
- Lublinieckie Stowarzyszenie Bilarda i Darta „Czarna Perła”
- Sparta Lubliniec
- Victoria Lubliniec
- Wojskowy Klub Biegacza „Meta”
- Mafia Team Lubliniec
- S.T.S. „Spartakus”
- Automobilklub Lubliniecki
- Polski Związek Wędkarski Koło Lubliniec
- Integracyjny Klub Szachowy
- Lubliniecki Klub Oyama Karate
- Klub Shudokan Aikido
- Klub Jiu-Jitsu
- Lublinieckie Towarzystwo Tenisowe
- TKKF „Pedagog” Lubliniec
- STB Energia Lubliniec
- Akademia Sportowa
- Stowarzyszenie Lubliniecki Klub Morsów Zimny Kanał
- Stowarzyszenie Nordic Walking Lubliniec

### Obiekty sportowe
- Stadion „Sparty”
- Stadion „Unii”

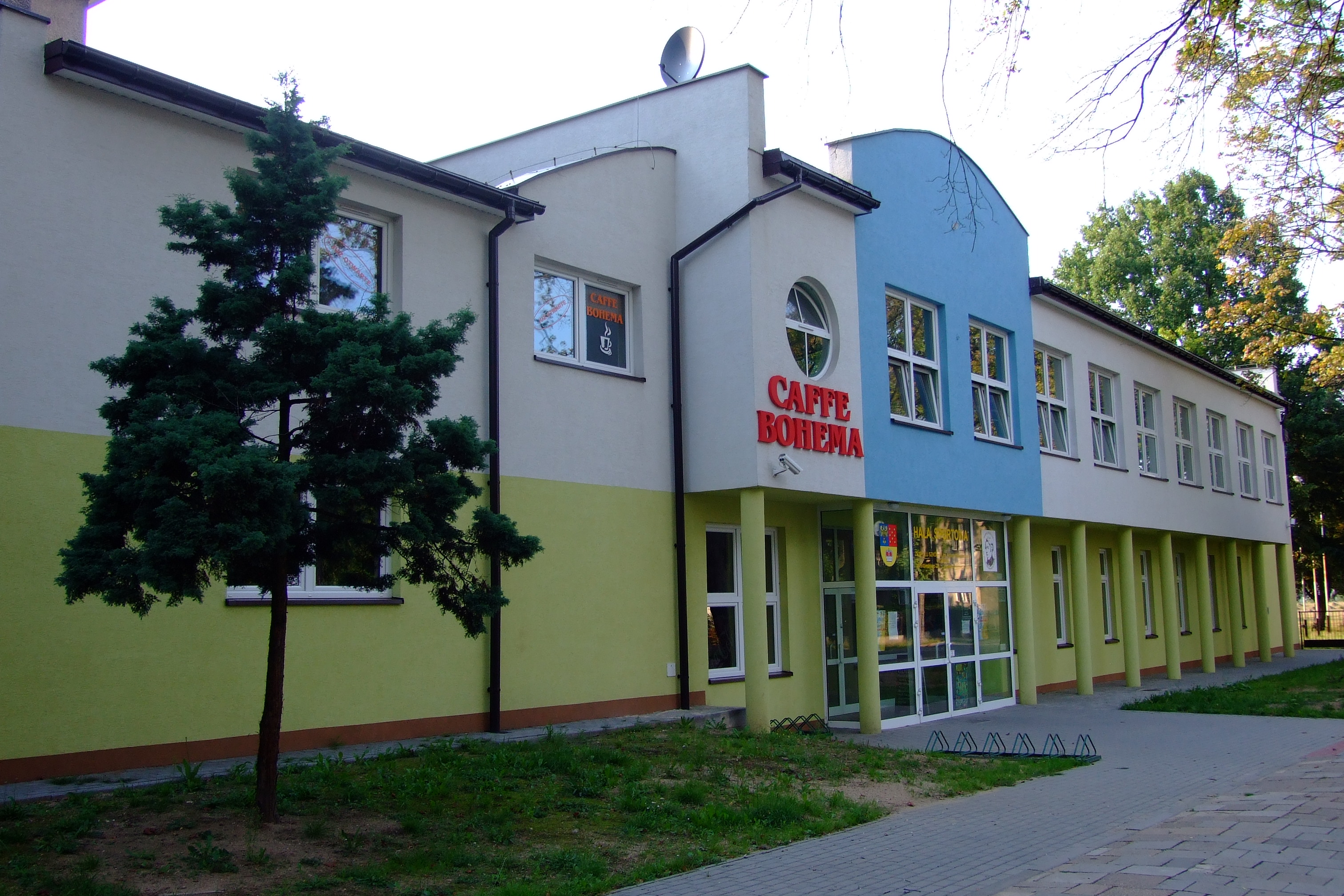
Hala sportowa Zespołu Szkół im. Adama Mickiewicza

- Hala sportowa przy Szkole Podstawowej nr 3
- Korty tenisowe przy stadionie „Unii”
- Basen kąpielowy (kryty) przy zakładach „Lentex”
- boiska sportowe „Orlik” (na terenie miasta są 3 orliki oraz 8 innych nowoczesnych boisk wielofunkcyjnych) i inne

## Media

### Prasa
- Nasz Tygodnik – cotygodniowy dodatek do Dziennika Zachodniego. Ukazuje się w piątki.
- Gazeta Lubliniecka – tygodnik, ukazywał się co piątek (nie ukazuje się)
- Trybuna Lubliniecka – cotygodniowy dodatek do Trybuny Śląskiej. Ukazywał się do grudnia 2004 roku.
- Teraz Lubliniec – tygodnik ukazujący się w latach 2003–2008
- Nowiny Lublinieckie – ukazuje się średnio co 2 tygodnie. Można pobrać na stronie UM.
- Ziemia Lubliniecka – dwutygodnik oraz magazyn o tej samej nazwie
- Lublinitzer Kreisblatt gazeta urzędowa landratury wychodząca w latach 1844–1922
- Tygodnik Powiatowy na Powiat Lubliniecki gazeta urzędowa starostwa wychodząca w latach 1922–1939
- Gwarek – tygodnik, obejmujący swym zasięgiem powiat lubliniecki, powiat tarnogórski i Piekary Śląskie

### Internet
- Lubliniec.Info – Portal Informacyjny Lubliniec. Info[47]. Dostępny od 2001.
- Lubliniec.pl – Portal samorządowy oraz turystyczny
- Lubliniec.naszemiasto.pl – Portal informacyjny
- Lubliniec24.pl – Portal informacyjny
- Gazetalubliniecka.pl – Portal informacyjny
- https://slu24.pl/pl/
- www.lublinieckiemorsy.pl – strona poświęcona morsowaniu i Nordic Walking
- E-Lubliniec.pl – Katalog lublinieckich firm

## Siły Zbrojne Rzeczypospolitej Polskiej
W mieście jest dyslokowana Jednostka Wojskowa Komandosów (JW 4101), do której należy strzelnica. Na terenie Garnizonu Lubliniec znajduje się placówka ŻW. Na terenie koszar JW 4101 zlokalizowany jest Kościół bł. Piotra Jerzego Frassati w Lublińcu, należący do Dekanatu Wojsk Specjalnych, którego Lubliniec jest siedzibą.

## Polityka

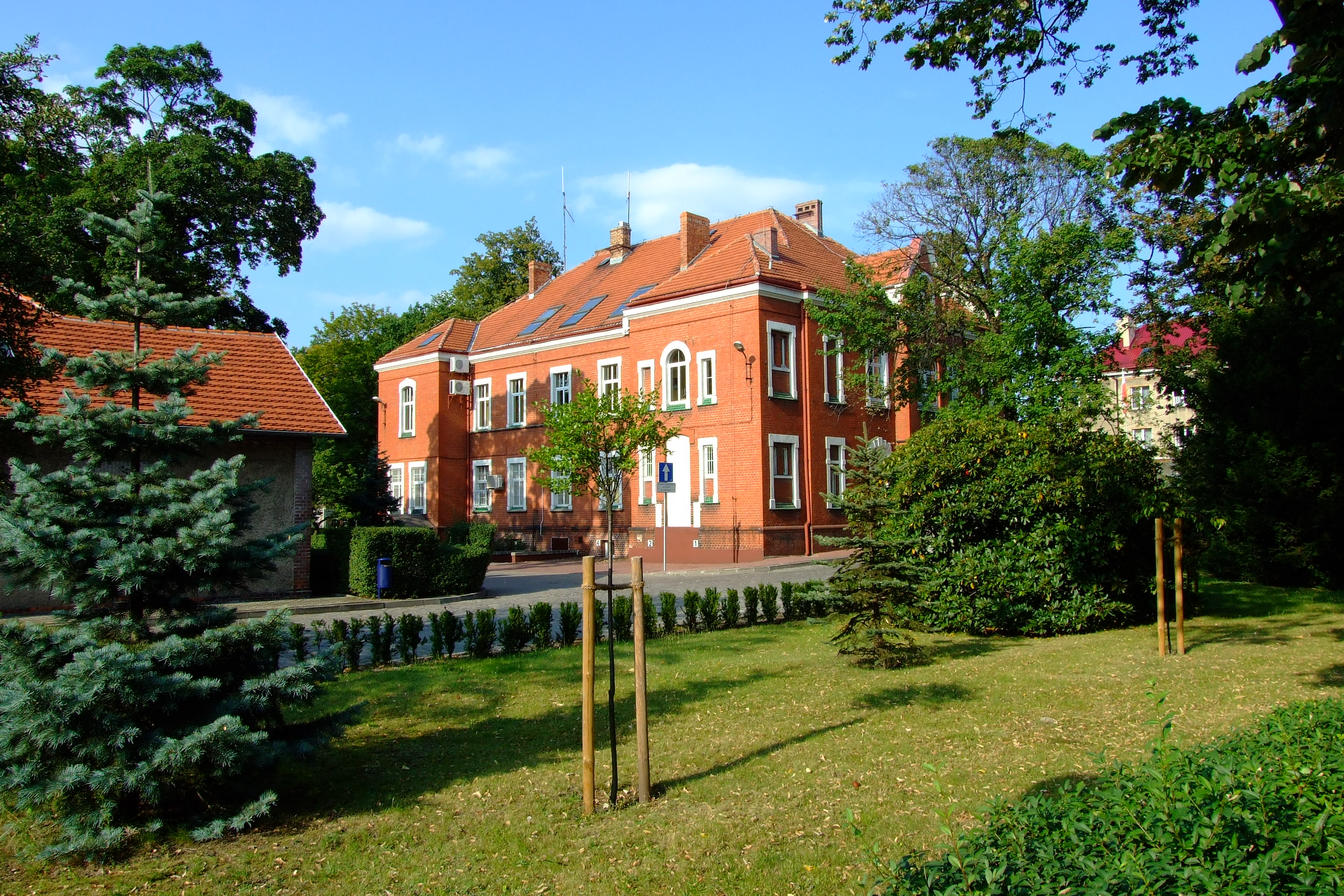
Urząd Miejski – budynek główny w dzień

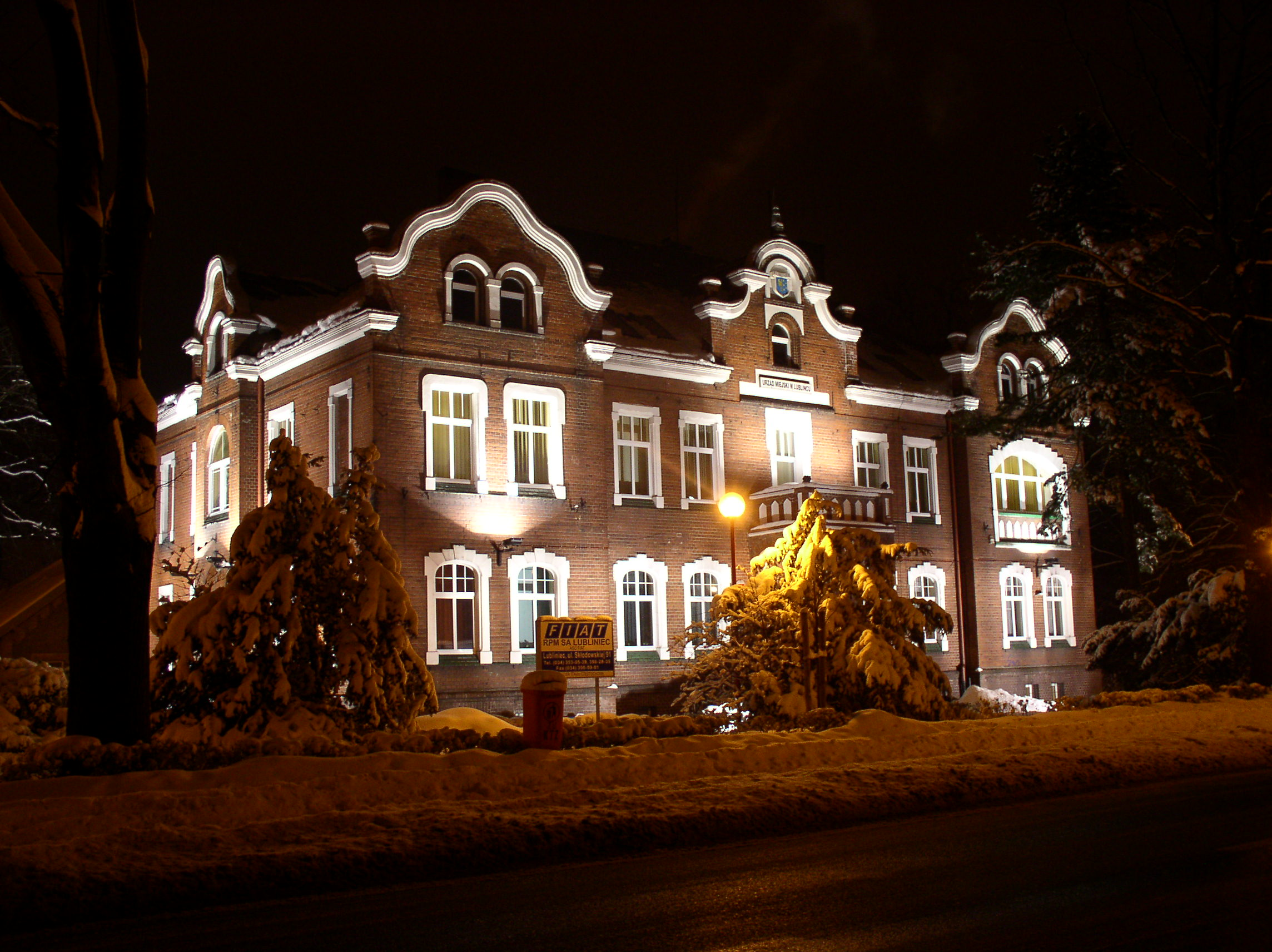
Urząd Miejski – budynek główny w nocy

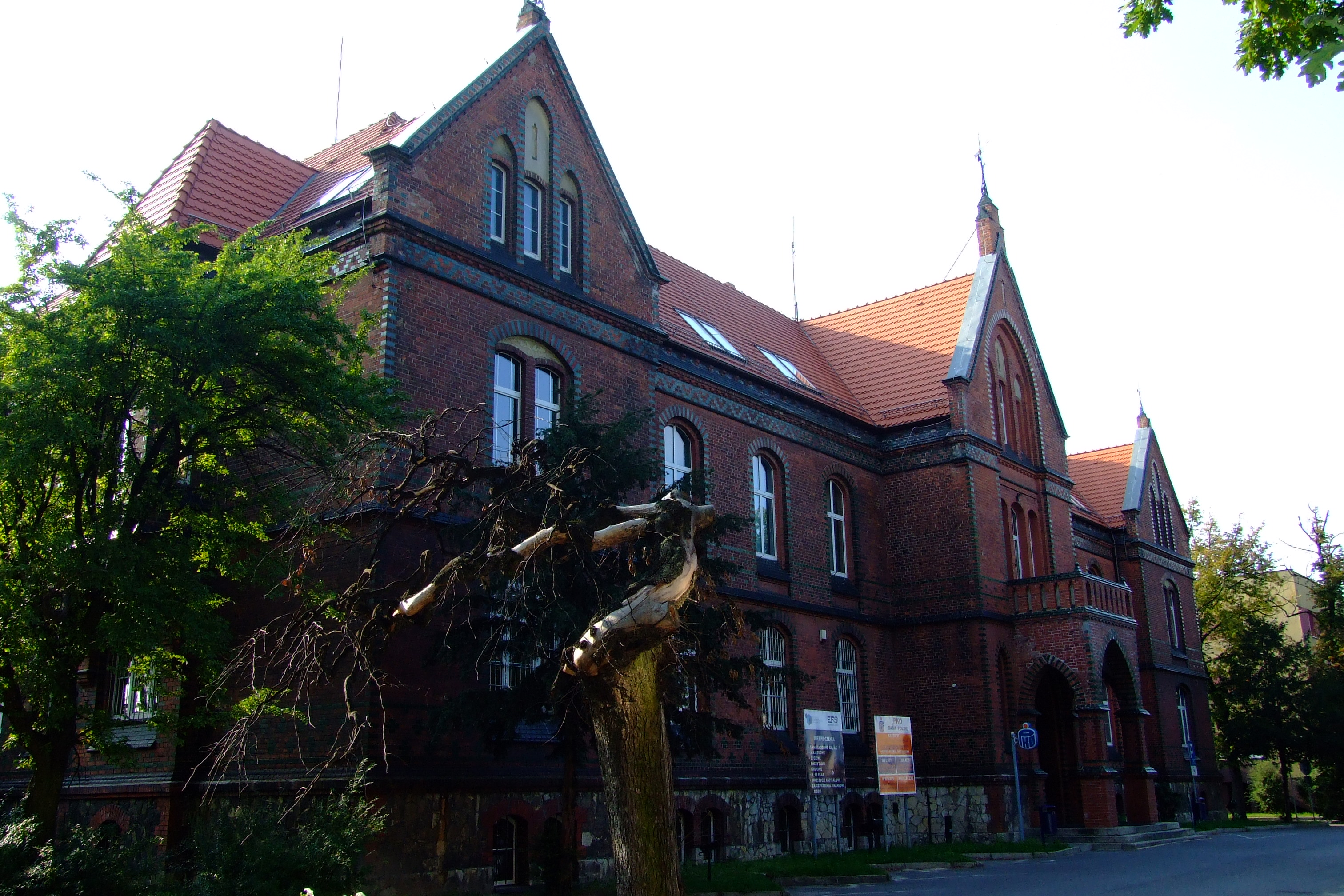
Starostwo powiatowe

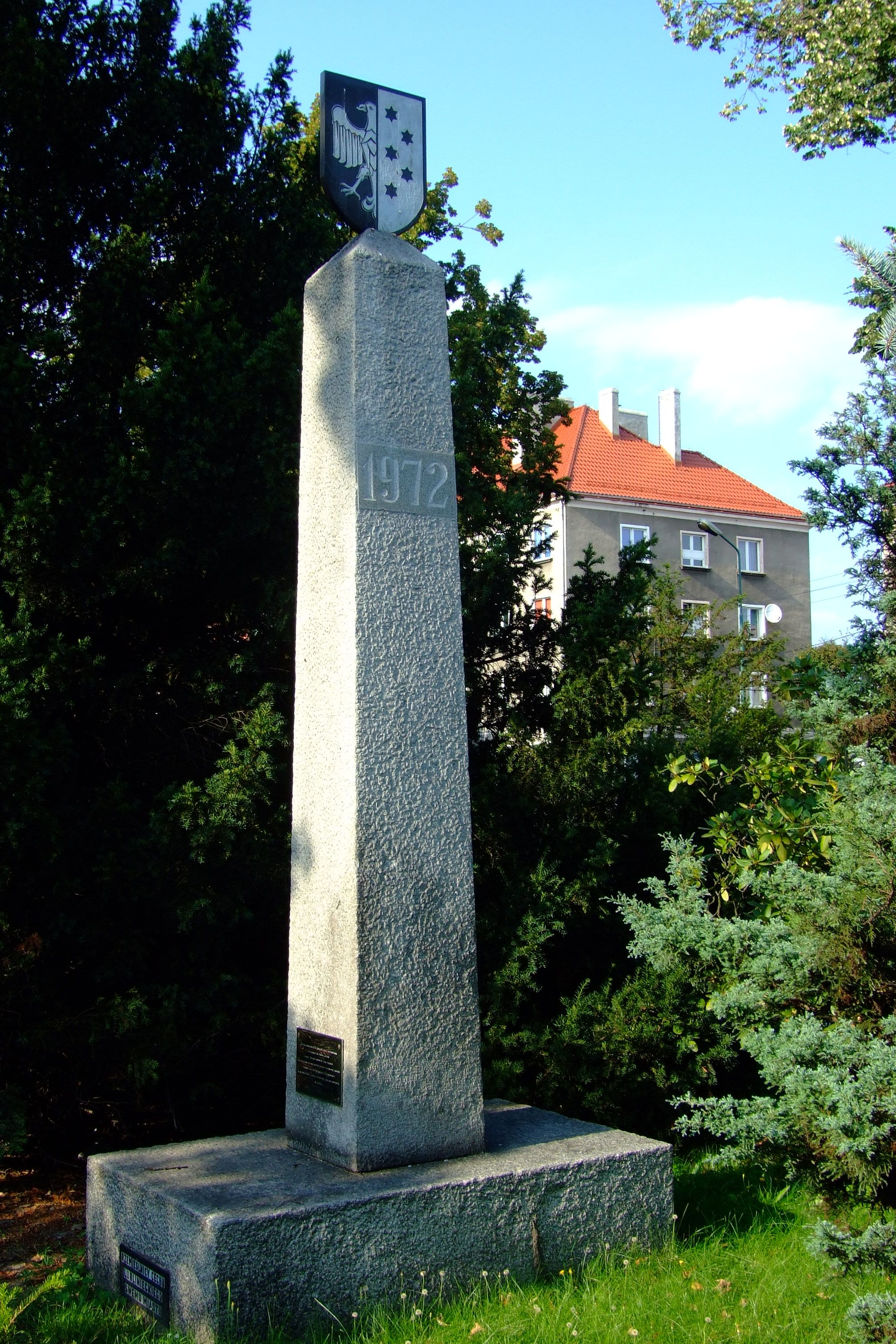
Obelisk z okazji 700 lecia Miasta Lubliniec

### Burmistrzowie
| Lata      | Imię i nazwisko      |
| --------- | -------------------- |
| 1990–1994 | Eugeniusz Krogulecki |
| 1994–2000 | Józef Widuch         |
| 2000–2002 | Kazimierz Dłubała    |
| 2002–2006 | Józef Kazik          |
| od 2006   | Edward Maniura       |

### Wiceburmistrzowie
- Marek Dmitriew
- Wojciech Graca
- Andrzej Pawełczyk
- Joanna Bąk
- Jan Grajcar & Anna Jonczyk-Drzymała
- Anna Jonczyk-Drzymała

### Przewodniczący Rady Miejskiej
| Lata      | Imię i nazwisko |
| --------- | --------------- |
|           | Józef Kazik     |
| 2006–2010 | Piotr Półtorak  |
| 2010–2014 | Piotr Półtorak  |
| 2014–     | Gabriel Podbioł |

### Mniejszości
Na terenie miasta działa koło Mniejszości Niemieckiej DFK Lubliniec.

### Miasta partnerskie
- Kiskunmajsa
- Kravaře
- Łowicz
- Reda
- Stara Lubovna
- Teruel

## Nagrody i wyróżnienia
- W rankingu Samorządów według „Rzeczpospolitej” w 2010 r. Lubliniec zajął 2. miejsce w kategorii gmin miejskich[49].
- Mały Rynek (Pl. Kopernika) w Lublińcu zajął 1. miejsce w konkursie na Najlepszą Przestrzeń Publiczną w województwie śląskim w 2006 roku[50].

## Odznaczenia
- Order Odrodzenia Polski III klasy (1984)[51]